# 30. Januar
Der 30. Januar (auch 30. Jänner) ist der 30. Tag des gregorianischen Kalenders, somit bleiben 335 Tage (in Schaltjahren 336 Tage) bis zum Jahresende.

## Ereignisse

### Politik und Weltgeschehen
- 1018: Im Frieden von Bautzen auf der Ortenburg in Bautzen verständigen sich der Kaiser des Heiligen Römischen Reiches, Heinrich II., und der polnische Herzog und spätere König von Polen, Bolesław Chrobry, über eine Beilegung ihrer kriegerischen Auseinandersetzungen.

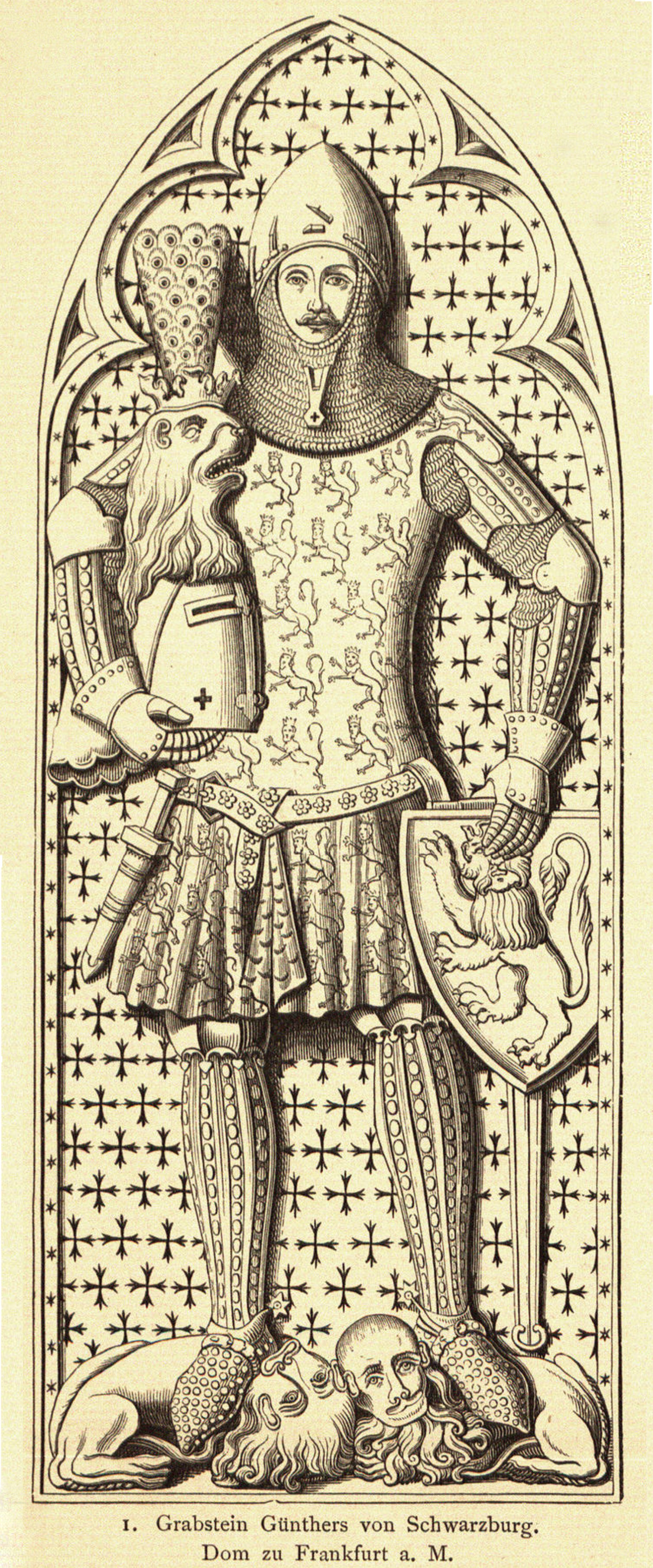
1349: Günther XXI. von Schwarzburg

- 1349: Nach dem Tod Ludwigs des Bayern wird Günther von Schwarzburg von der Wittelsbacher Partei als Gegenkönig zu Karl IV. gewählt.
- 1607: Eine königlich-spanische Cédula Real verbietet den Einsatz zu Christen getaufter Indios als Leibeigene. Das fördert den Aufbau von Jesuitenreduktionen in Südamerika ab 1609.
- 1648: Die Unterschriften der Gesandten unter den Frieden von Münster beenden formell den Achtzigjährigen Krieg zwischen Spanien und den Niederlanden. Mit der feierlichen Beschwörung des Vertrages am 15. Mai scheidet die Republik der Sieben Vereinigten Provinzen aus dem Heiligen Römischen Reich aus.

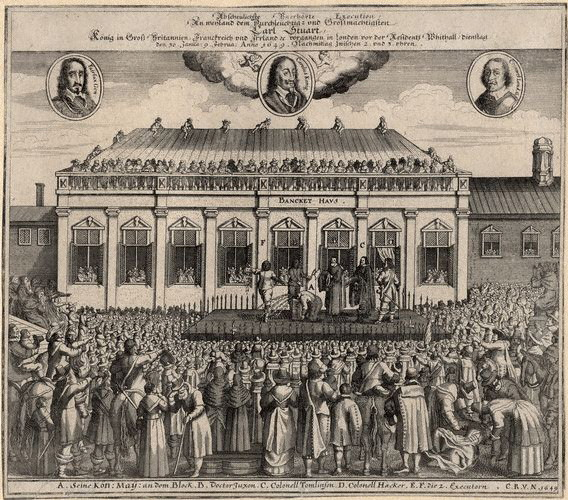
1649: Die Enthauptung Karls I.

- 1649: Mit der Hinrichtung des englischen Königs Karl I. vor dem Banqueting House in London auf Anordnung des Parlaments unter Oliver Cromwell endet der Englische Bürgerkrieg.
- 1661: Am Jahrestag der Hinrichtung Karls I. wird zu Beginn der Stuart-Restauration in England am Londoner Galgenplatz Tyburn mit den exhumierten Leichen von Oliver Cromwell, John Bradshaw und Henry Ireton eine posthume Hinrichtung inszeniert.
- 1667: Polen-Litauen und Russland schließen den Frieden von Andrussowo zur Beendigung des seit 1654 andauernden Russisch-Polnischen Krieges.
- 1791: Honoré Gabriel de Riqueti, comte de Mirabeau wird als Abgeordneter des Dritten Standes Präsident der französischen Konstituante, die mit dem Erarbeiten der ersten Verfassung des Landes befasst ist.
- 1835: Richard Lawrence verübt das erste Attentat auf einen US-Präsidenten: Andrew Jackson bleibt jedoch unverletzt, da beide Pistolen des Schützen sich nicht abfeuern lassen.
- 1847: Die kalifornische Stadt Yerba Buena wird in San Francisco umbenannt.
- 1869: Nach einer Rede Otto von Bismarcks im Preußischen Abgeordnetenhaus, in der er die Worte „bösartige Reptilien“ verwendet, wird hinterher der Begriff Reptilienfonds geprägt.
- 1902: Das Vereinigte Königreich und das Kaiserreich Japan gehen die Anglo-Japanische Allianz ein.
- 1921: In der Schweiz wird eine Volksinitiative für obligatorische Referenden bei Staatsverträgen angenommen.
- 1927: Im burgenländischen Schattendorf werden bei einer Veranstaltung der Sozialdemokratischen Arbeiterpartei zwei Personen von Mitgliedern der Frontkämpfervereinigung Deutsch-Österreichs erschossen. Die Täter werden später im Schattendorfer Prozess freigesprochen.

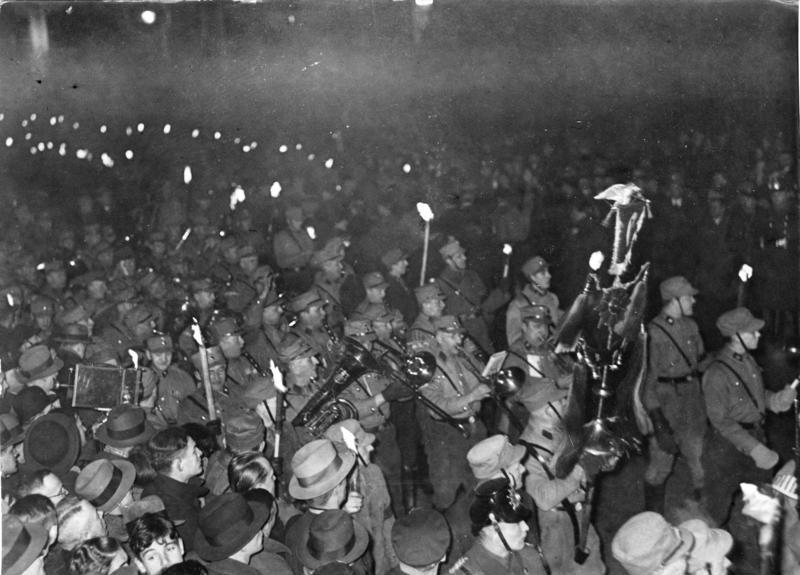
1933: Fackelzug zur „Machtergreifung“ Hitlers

- 1933: Adolf Hitler wird von Reichspräsident Paul von Hindenburg zum Reichskanzler ernannt. Anders als von seinen Koalitionspartnern, v. a. Vizekanzler Franz von Papen und DNVP-Vorsitzender Alfred Hugenberg, angenommen, kann er seine Machtfülle in den folgenden Monaten stetig ausbauen und ein totalitäres Regime etablieren; die sogenannte „Machtergreifung“ der Nationalsozialisten läutet somit faktisch das Ende der Weimarer Republik ein.
- 1934: Mit dem Gesetz über den Neuaufbau des Reichs wird im Zuge der Gleichschaltung die Souveränität der deutschen Länder aufgehoben; diese werden direkt der Reichsregierung unterstellt.
- 1935: Die reichseinheitlich konzipierte Deutsche Gemeindeordnung führt auf kommunaler Ebene das Führerprinzip ein. Demokratische Elemente wie die Bürgermeisterwahl oder Abstimmungen im Ratsgremium werden abgeschafft, die maßgebliche Stellung der NSDAP fest verankert.

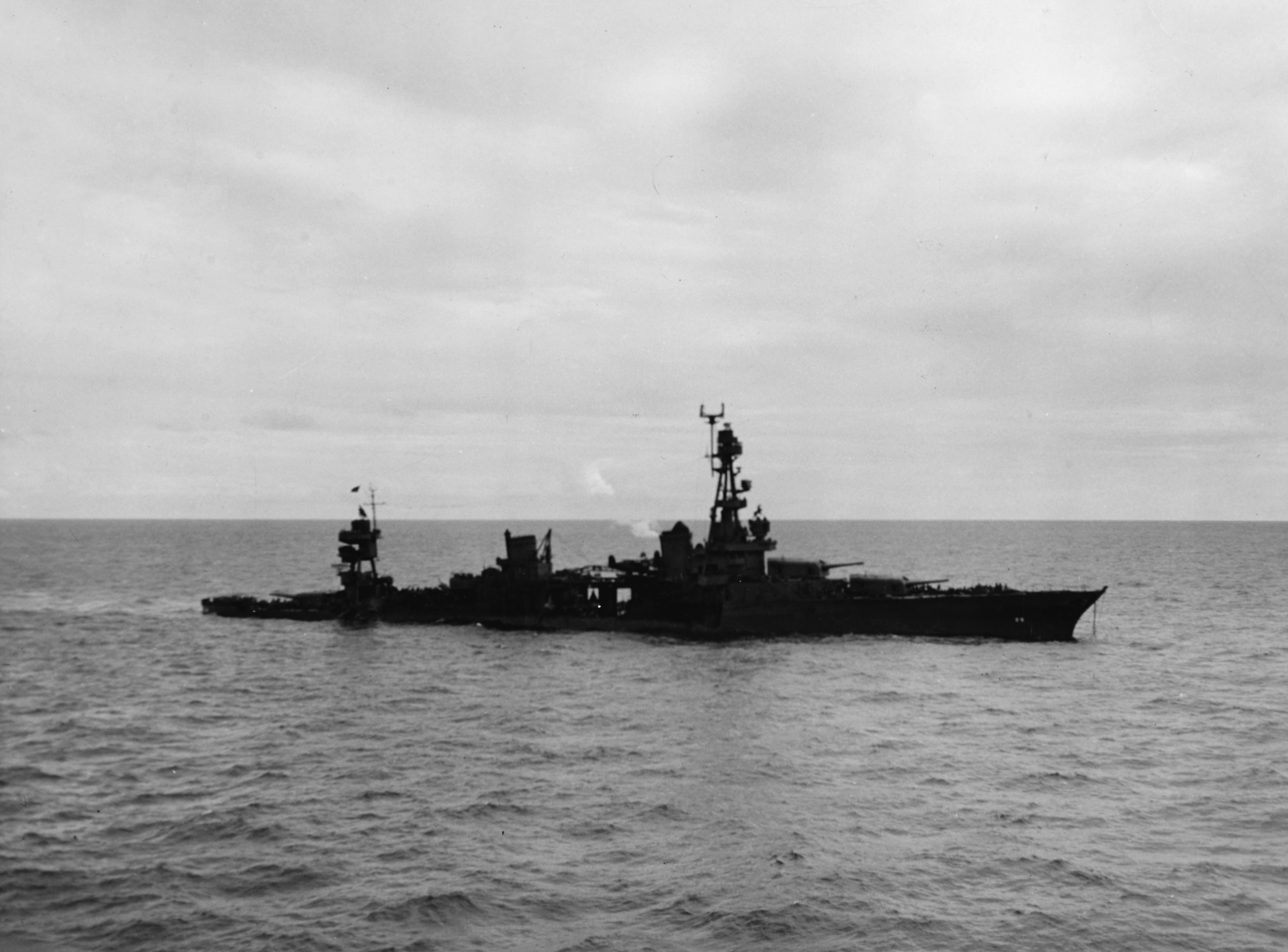
1943: Die USS Chicago während der Schlacht bei Rennell Island

- 1943: Japan besiegt die Vereinigten Staaten in der Schlacht bei Rennell Island während des Pazifikkrieges.
- 1945: Die Konferenz von Malta beginnt.
- 1945: Das Arbeitserziehungslager „Oderblick“ nahe Schwetig wird aufgrund des Näherrückens der Roten Armee aufgelöst. Die gehfähigen Gefangenen werden auf einen Todesmarsch in andere Lager geschickt, 70 Gefangene bleiben zurück und sterben in den angezündeten Baracken.

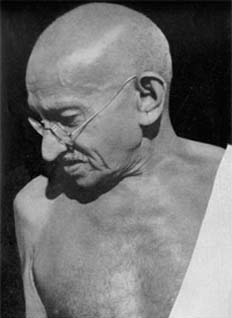
1948: Mahatma Gandhi

- 1948: Der radikale Hindu-Nationalist Nathuram Godse erschießt in Neu-Delhi Mahatma Gandhi.
- 1968: Am vietnamesischen buddhistischen Neujahrsfest Tết Nguyên Đán beginnen Nordvietnamesische und Vietcong-Einheiten im Vietnamkrieg in den frühen Morgenstunden die Tet-Offensive gegen die US-Truppen, die den militärischen Zusammenbruch der USA in Vietnam einleitet.
- 1972: Pakistan tritt aus Protest gegen die Aufnahme Bangladeschs aus dem Commonwealth of Nations aus.
- 1972: Am so genannten Blutsonntag (Bloody Sunday) werden in der nordirischen Stadt Derry mindestens 14 proirische Demonstranten von britischen Fallschirmjägern erschossen. Der Nordirlandkonflikt verschärft sich in der Folge des Massakers.
- 1980: Die rechtsextremistische Wehrsportgruppe Hoffmann wird vom bundesdeutschen Innenministerium verboten.
- 2025: Michel Friedman tritt aus der CDU aus.
- 2025: Angela Merkel kritisiert Friedrich Merz öffentlich wegen seines Vorgehens im  Deutschen Bundestag am Vortag, als ein Antrag der CDU/CSU-Fraktion erstmals wegen der Stimmen der AfD-Fraktion eine Mehrheit fand.

### Wirtschaft
- 1929: Unter dem Namen Inter-Island-Airways wird die US-amerikanische Fluglinie Hawaiian Airlines gegründet. Der Flugbetrieb startet im November.
- 1949: In Stuttgart wird die Gewerkschaft Öffentliche Dienste, Transport und Verkehr (ÖTV) gegründet, eine mitgliederstarke Einzelgewerkschaft des im selben Jahr entstehenden DGB.
- 2007: Microsoft veröffentlicht das Betriebssystem Windows Vista.

### Wissenschaft und Technik
- 1790: Auf dem englischen Fluss Tyne wird das erste Rettungsboot getestet.
- 1820: Der britische Polarforscher Edward Bransfield landet an der Antarktischen Halbinsel und betritt vermutlich als erster Mensch die Antarktis.
- 1826: Die Menai-Brücke zwischen der britischen Insel Anglesey und dem Festland von Wales wird eröffnet.

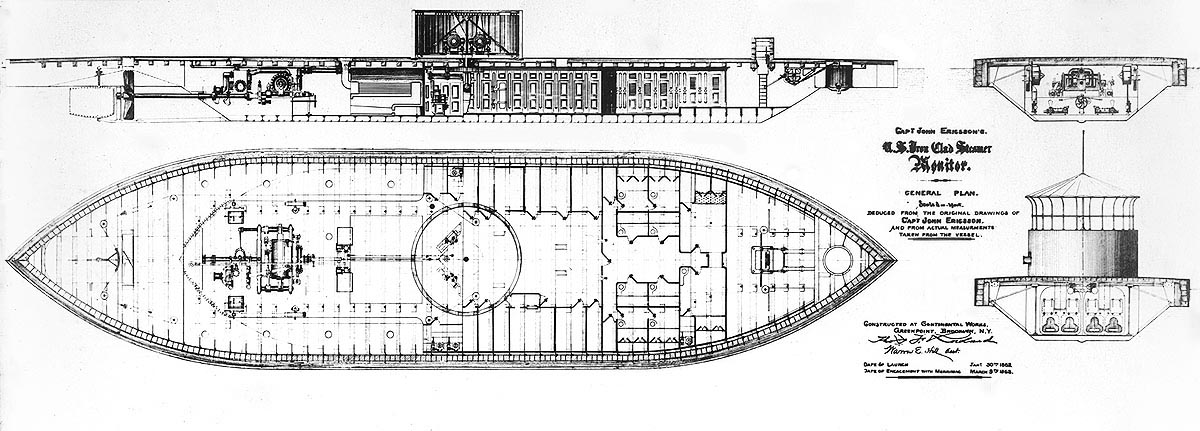
1862: Konstruktionszeichnung der USS Monitor

- 1862: Die Monitor, das erste Panzerschiff der US-Marine, das vom Schweden John Ericsson im Sezessionskrieg für die Nordstaaten gebaut worden ist, läuft in Brooklyn vom Stapel.
- 1889: Die University of Idaho wird per Gesetz ins Leben gerufen.
- 1902: Die britische Discovery-Expedition unter Robert Falcon Scott entdeckt in der Antarktis die Edward-VII-Halbinsel.
- 1930: Eine vom sowjetischen Meteorologen Pawel Moltschanow gestartete Radiosonde an einem Wetterballon setzt den Standard für die weitere Entwicklung der Sonden. Sie misst Temperatur und Druck beim Aufstieg und funkt die Messwerte per Morsecode zum Empfänger.
- 1962: Die Tanganjika-Lachepidemie, eine epidemisch auftretende Massenhysterie in Tanganjika, beginnt an einer Mädchenschule in Kashasha.
- 1964: Die US-Raumsonde Ranger 6 startet mit hochauflösenden Kameras an Bord auf dem Weg zum Mond, wo sie drei Tage später ankommen wird.

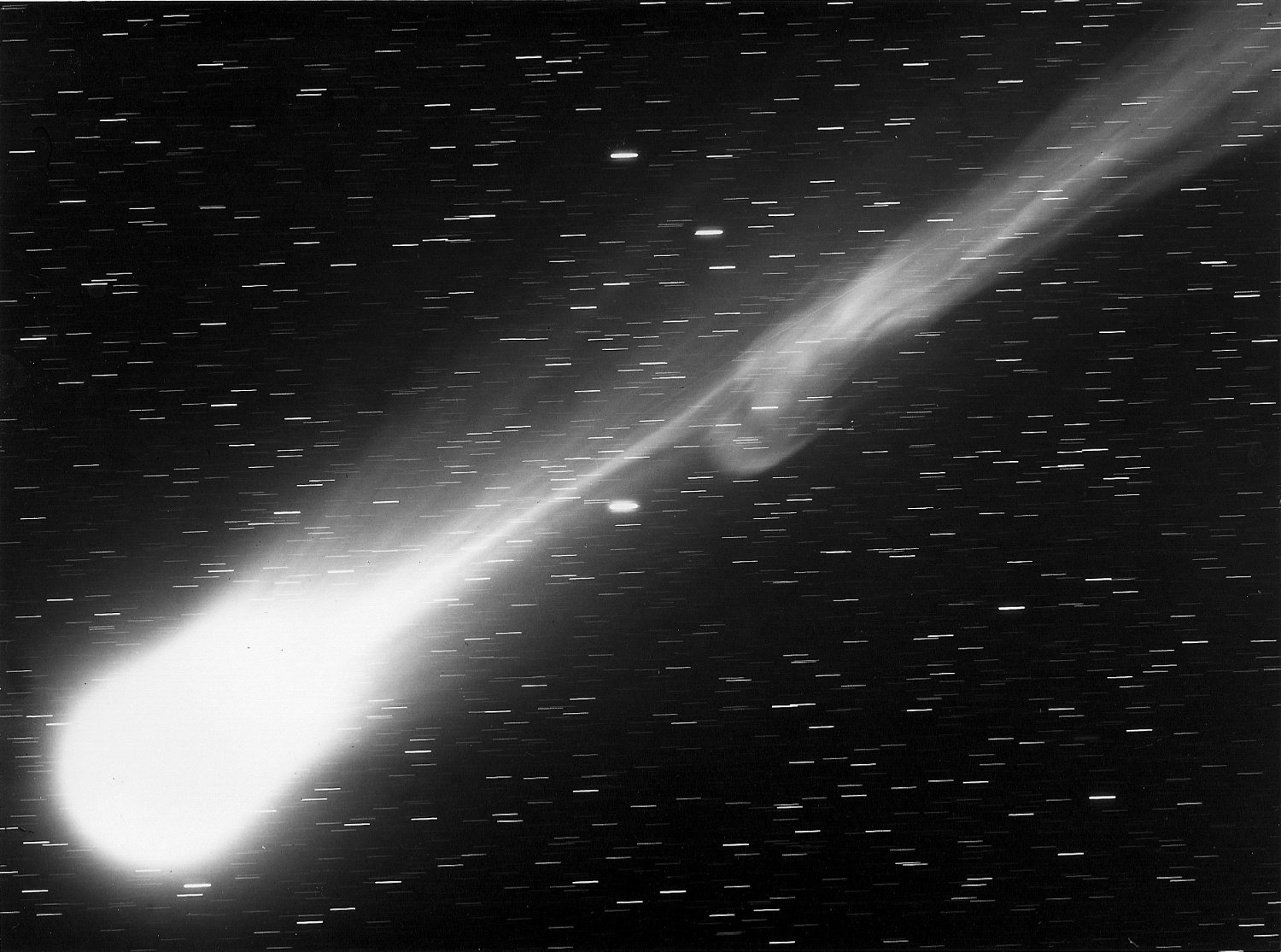
1996: Komet Hyakutake

- 1996: Der japanische Amateurastronom Yūji Hyakutake entdeckt den „Großen Kometen von 1996“, Hyakutake.

### Kultur

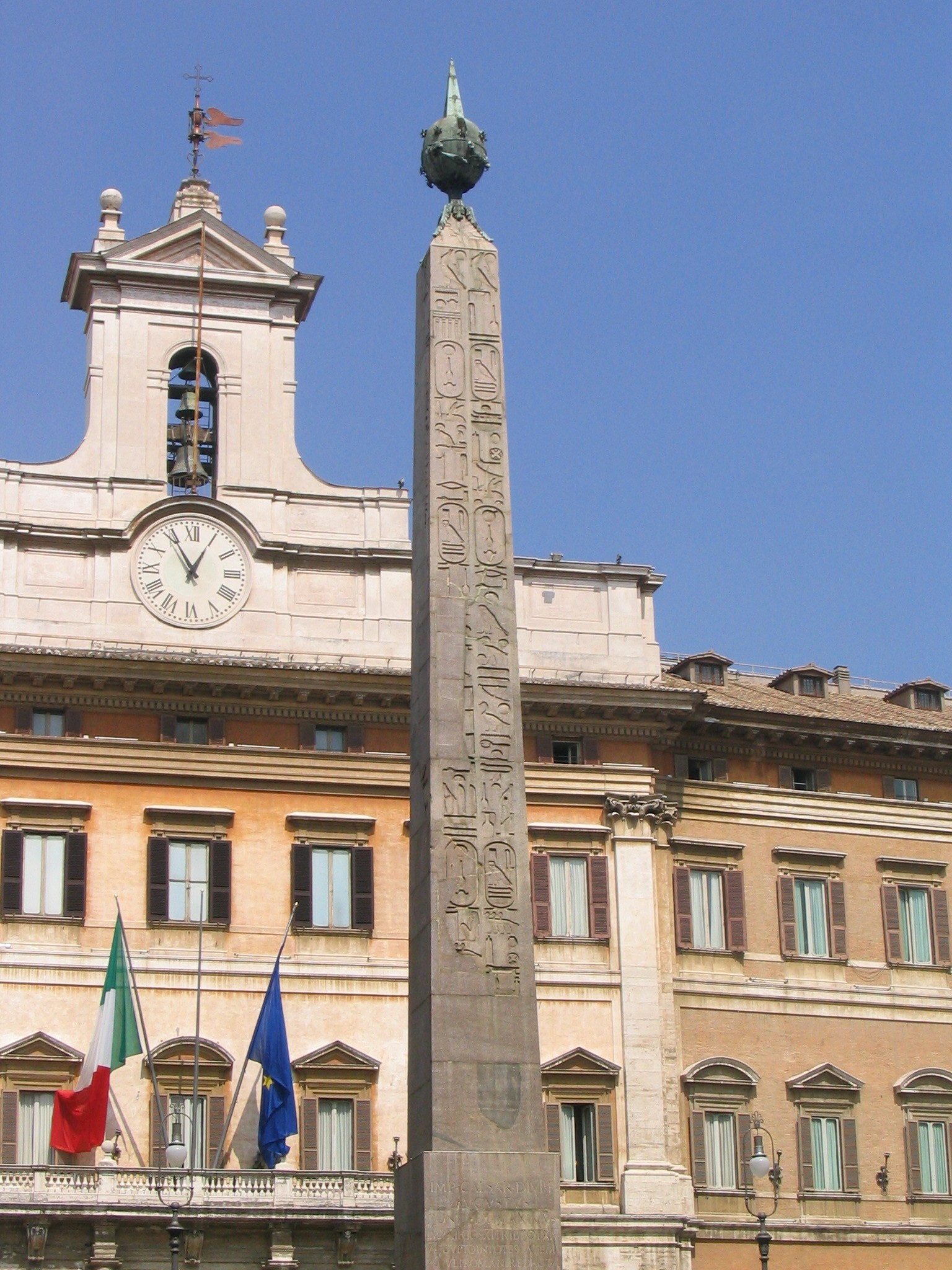
9 v. Chr.: Der als Gnomon dienende Obelisk des Solarium Augusti

- 9 v. Chr.: Auf dem Campus Martius in Rom werden das Solarium Augusti und der Friedensaltar Ara Pacis eingeweiht.
- 1667: Die Uraufführung des musikalischen Dramas Atalanta von Johann Caspar von Kerll findet in München statt.
- 1777: Die Urfassung des empfindsamen Singspiels Lila von Johann Wolfgang Goethe wird anlässlich des 20. Geburtstages der Herzogin Luise von Sachsen-Weimar am Weimarer Liebhabertheater uraufgeführt.
- 1827: Die komische Oper L'Artisan von Fromental Halévy wird an der Opéra-Comique in Paris uraufgeführt, erzielt aber keinen Erfolg.
- 1838: Am Teatro La Fenice in Venedig erfolgt die Uraufführung der Oper Maria de Rudenz von Gaetano Donizetti.
- 1858: Das Hallé-Orchester hat in seiner Heimatstadt Manchester den ersten Auftritt als Sinfonieorchester.
- 1869: In Brasilien erscheint der erste Comic des Landes und einer der ersten der Welt. Der grafische Künstler und Karikaturist Angelo Agostini hat ihn als Kindergeschichte konzipiert.
- 1873: Der Roman Le Tour du monde en quatre-vingts jours (Reise um die Erde in 80 Tagen) von Jules Verne erscheint.
- 1907: Das Korsør Biograf Teater in der dänischen Stadt Korsør wird eröffnet. Es ist inzwischen das weltweit älteste noch bespielte Kino.
- 1917: Am Hoftheater in Stuttgart wird die einaktige Oper Eine florentinische Tragödie von Alexander von Zemlinsky uraufgeführt.
- 1931: In Los Angeles findet die Uraufführung von Charlie Chaplins Film Lichter der Großstadt statt.
- 1969: The Beatles spielen auf dem Dach der Apple-Studios in der Savile Row in London ihr letztes Live-Konzert. Wegen eines drohenden Verkehrschaos muss das Konzert nach 42 Minuten abgebrochen werden.

### Gesellschaft
- 1853: In der Kathedrale Notre-Dame de Paris werden der französische Kaiser Napoleon III. und Eugénie de Montijo getraut.

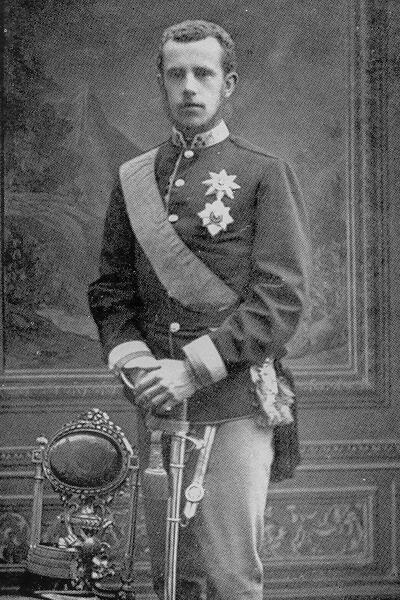
1889: Rudolf von Österreich-Ungarn

- 1889: In der Nacht tötet der österreichische Thronfolger, Kronprinz Rudolf von Österreich-Ungarn, auf deren Wunsch seine Geliebte, Baronesse Mary Vetsera, und anschließend sich selbst im Schloss Mayerling.
- 2020: WHO-Generaldirektor Tedros Adhanom Ghebreyesus erklärt die sich ausbreitenden SARS-CoV-2-Infektionen zum Internationalen Gesundheitsnotstand.
- 2025: Aus Protest gegen einen Antrag auf Vorschlag der CDU-Fraktion, der am Vortag mit Stimmen der AfD-Fraktion eine Mehrheit im Deutschen Bundestag fand, kündigen Luigi Toscano und Albrecht Weinberg an, ihr  Bundesverdienstkreuz zurückzugeben.

### Religion
- 1592: Ippolito Aldobrandini wird vom Konklave zum Papst gewählt und nimmt den Namen Clemens VIII. an.

### Katastrophen
- 1895: Nach einer Kollision sinkt der Schnelldampfer Elbe des Norddeutschen Lloyd in der Nordsee, wobei mehr als 300 Menschen ums Leben kommen. Der Untergang der Elbe gilt als der folgenschwerste Seeunfall in der Geschichte des Norddeutschen Lloyd.

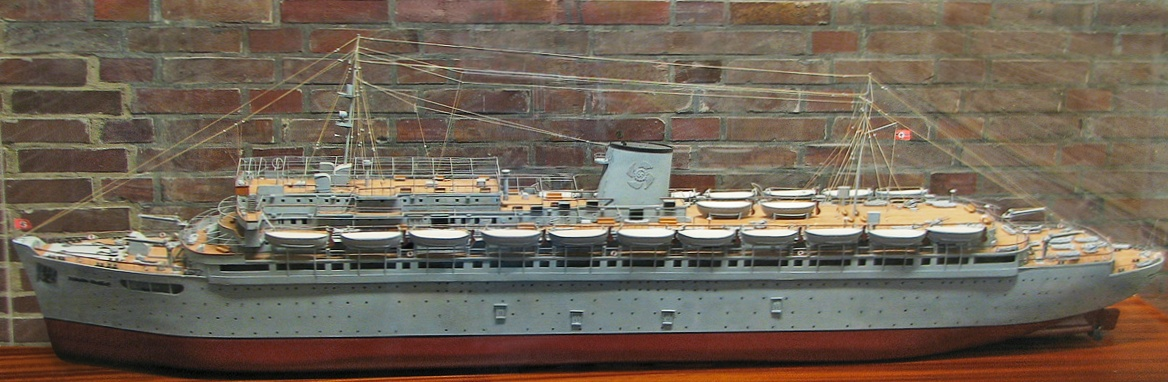
1945: Wilhelm Gustloff (Schiffsmodell)

- 1945: Am 50. Geburtstag ihres Namensgebers wird die Wilhelm Gustloff von dem sowjetischen U-Boot S-13 versenkt. Der Untergang des als Flüchtlingstransporter eingesetzten KdF-Schiffs fordert über 9.000 Menschenleben und gilt als die bisher größte Katastrophe in der Seefahrtsgeschichte.
- 1959: Vor Grönland sinkt die Hans Hedtoft, bei deren Untergang 95 Menschen ihr Leben verlieren. Es handelt sich um den bis heute letzten tödlichen Schiffsuntergang, der durch eine Kollision mit einem Eisberg verursacht wurde.
- 2000: Durch einen Dammbruch im Abwasserbecken einer Goldmine im rumänischen Baia Mare kommt es in Teilen Osteuropas zur größten Umweltkatastrophe seit dem Atomunfall in Tschernobyl. Cyanid- und schwermetallhaltige Abwässer vernichten auf ihrem Weg über Someș und Theiß zur Donau auf Hunderten von Kilometern Fische, andere Wasserorganismen und Vögel.
- 2000: Ein Airbus A310 der Kenya Airways stürzt als Kenya-Airways-Flug 431 auf dem Weg von Abidjan nach Lagos (Nigeria) kurz nach dem Start vor der Elfenbeinküste in den Atlantik. 169 von 179 an Bord befindlichen Personen kommen um ihr Leben.

Kleinere Unglücksfälle sind in den Unterartikeln von Katastrophe und in der Liste von Katastrophen aufgeführt.

### Sport
- 1948: Der Schweizer Bundespräsident Enrico Celio eröffnet die V. Olympischen Winterspiele in St. Moritz. Deutschen und japanischen Sportlern ist die Teilnahme verwehrt.

Einträge von Leichtathletik-Weltrekorden befinden sich unter der jeweiligen Disziplin unter Leichtathletik.

## Geboren

### Vor dem 18. Jahrhundert

Livia Drusilla (* 58 v. Chr.)

- 0058 v. Chr.: Livia Drusilla, Frau des römischen Kaisers Augustus
- 0133: Didius Julianus, römischer Kaiser
- 1517: Johann Aurifaber, schlesischer Theologe
- 1550: Giorgio Basta, Habsburger General
- 1563: Franciscus Gomarus, reformierter Theologe
- 1573: Georg Friedrich, Markgraf von Baden-Durlach
- 1580: Gundaker von Liechtenstein, österreichischer Adeliger und Obersthofmeister in habsburgischen Diensten
- 1581: Christian, Markgraf von Brandenburg-Bayreuth
- 1586: Johann Hermann Schein, Musiker und Komponist der Barockmusik
- 1599: Hans Georg von Schleinitz, deutscher Verwaltungsbeamter und Gelegenheitsdichter
- 1603: David Denicke, deutscher Jurist und Kirchenlieddichter
- 1609: Wenzel Eusebius von Lobkowicz, böhmischer Adeliger und Politiker sowie Herzog von Sagan
- 1620: Dominikus Dietrich, deutscher Jurist und Bürgermeister von Straßburg
- 1621: Georg II. Rákóczi, Fürst von Siebenbürgen
- 1628: George Villiers, 2. Duke of Buckingham, englischer Diplomat
- 1697: Johann Joachim Quantz, deutscher Komponist

### 18. Jahrhundert
- 1706: Daniel Högger, Bürgermeister der Stadt St. Gallen in der Schweiz
- 1706: Ernestine Eleonore Reuß zu Ebersdorf, deutsche Pietistin und Mitglied der Herrnhuter Brüdergemeine
- 1707: Johann Gottlieb Immermann, deutscher evangelischer Geistlicher und Pädagoge
- 1711: Abraham Roentgen, deutscher Kunstschreiner (Ebenist) und Kabinettmacher, Mitglied der Herrnhuter Brüdergemeine
- 1716: Carl Fredrik Adelcrantz, schwedischer Architekt
- 1723: Christian Gottlieb Kratzenstein, deutscher Naturforscher
- 1727: József Graf Batthyány, Erzbischof von Gran, Fürstprimas von Ungarn und Kardinal
- 1728: Benedikt Stattler, deutscher katholischer Theologe, Pädagoge und Philosoph
- 1730: Thomas Osbert Mordaunt, britischer Soldat und Poet
- 1736: Michael Ignaz Schmidt, deutscher Theologe

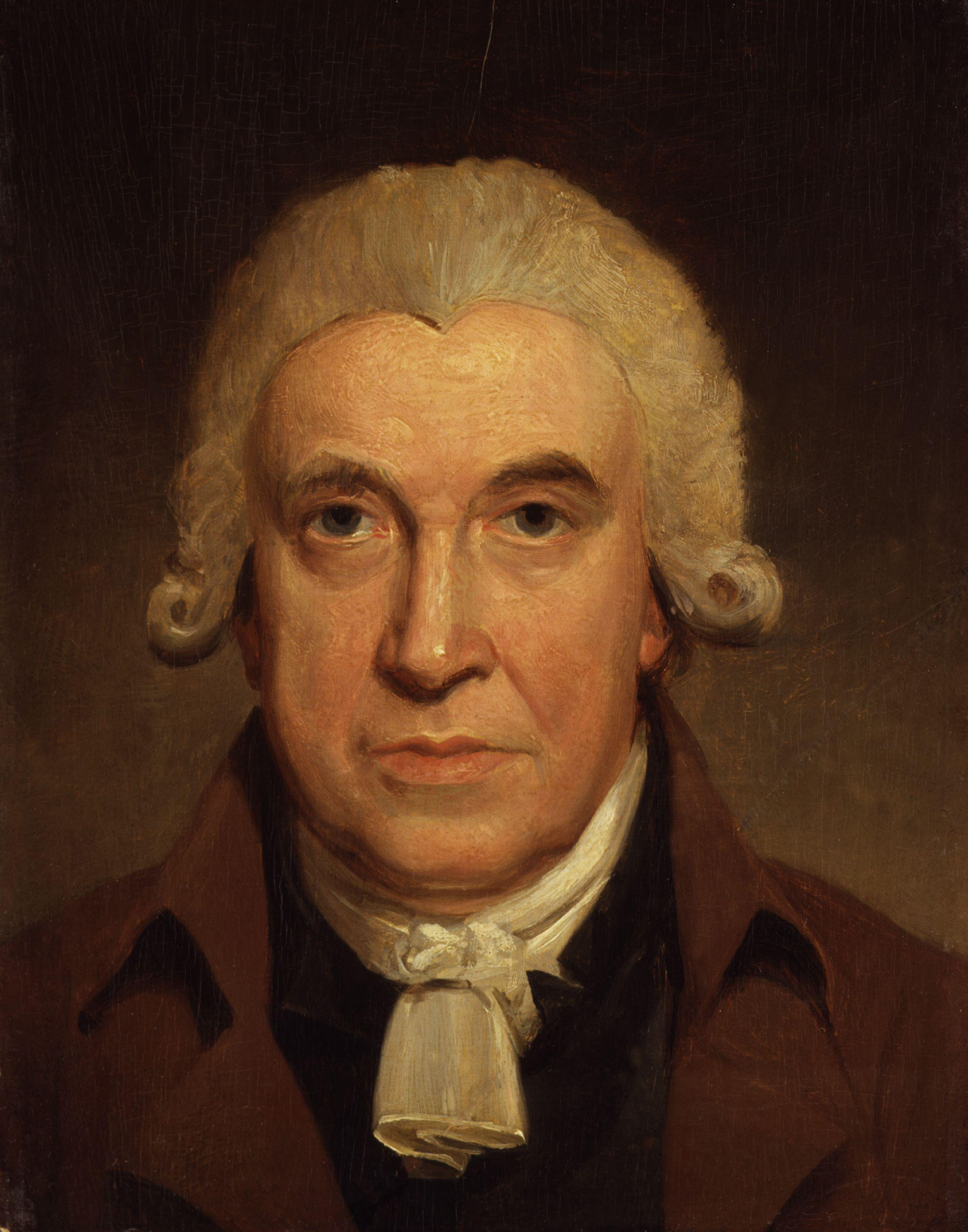
James Watt (* 1736)

- 1736: James Watt, britischer Ingenieur und Erfinder aus Schottland (Verbesserung der Dampfmaschine)
- 1745: Ernst II., Herzog von Sachsen-Gotha-Altenburg, Wissenschaftler
- 1748: Friedrich V., Landgraf von Hessen-Homburg
- 1754: John Lansing, Delegierter für Maryland im Kontinentalkongress
- 1756: Joseph Preindl, österreichischer Organist und Komponist

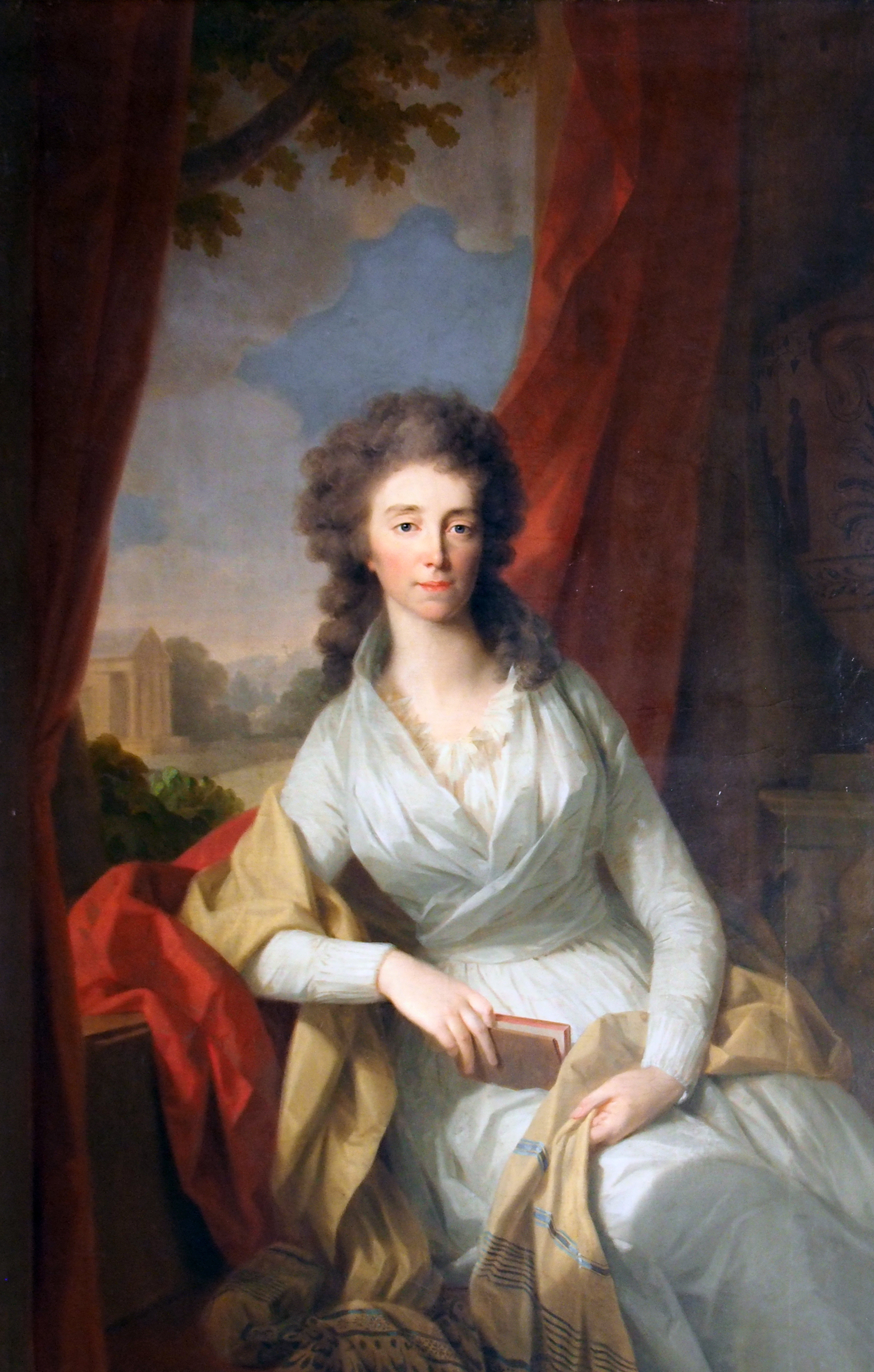
Luise von Hessen-Darmstadt (* 1757)

- 1757: Luise von Hessen-Darmstadt, Großherzogin von Sachsen-Weimar; „Retterin“ Weimars vor Napoleons Truppen
- 1760: Jonas Rein, norwegischer Dichter
- 1761: Justinian Freiherr von Adlerflycht, deutscher Jurist
- 1763: Meinrad Dreher, deutscher Orgelbauer
- 1767: Ulrich Jasper Seetzen, deutscher Arzt, Gelehrter und Orientalist
- 1769: Dietrich von Miltitz, preußischer General und Begründer des Scharfenberger Kreises
- 1771: George Bass, englischer Forschungsreisender
- 1775: Walter Savage Landor, britischer Schriftsteller
- 1776ː Marie-Aimée Steck, französisch-schweizerische Schriftstellerin und Übersetzerin
- 1781: Adelbert von Chamisso, deutscher Schriftsteller und Botaniker (Peter Schlemihls wundersame Geschichte)
- 1781: Christian von Steven, russischer Botaniker
- 1785: Alexandre Abel de Pujol, französischer Historienmaler
- 1786: Robert Glutz von Blotzheim, Schweizer Schriftsteller und Journalist
- 1787: Johann Ulrich Himbsel, deutscher Baurat
- 1789: Wolf Heinrich von Baudissin, deutscher Diplomat, Schriftsteller und Übersetzer

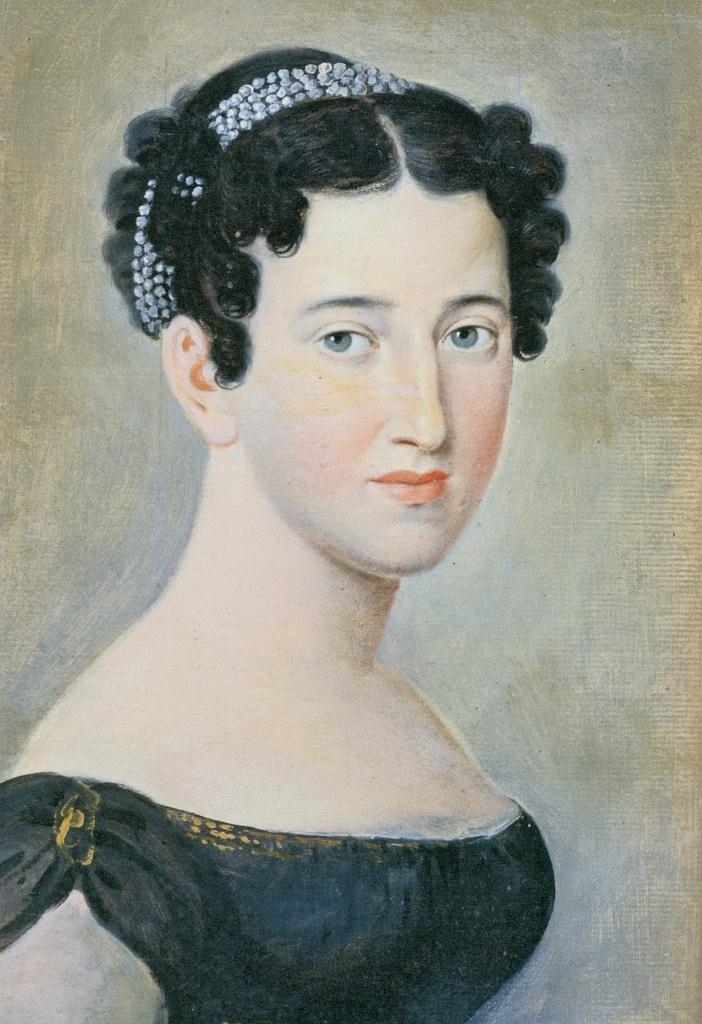
Annette von Menz (* 1796)

- 1796: Annette von Menz, Bozener Bürgerin
- 1800: Amalie Hassenpflug, deutsche Schriftstellerin und Freundin von Annette von Droste-Hülshoff

### 19. Jahrhundert

#### 1801–1850
- 1807: Ludwig Mooser, österreichischer Orgel- und Klavierbauer
- 1809: Georg Friedrich Blaul, deutscher Pfarrer und Dichter
- 1810: Karl Bernhard Hundeshagen, deutscher reformierter Theologe
- 1814: Ferdinand Schichau, deutscher Ingenieur und Werfteigentümer
- 1815: William Jenner, britischer Arzt

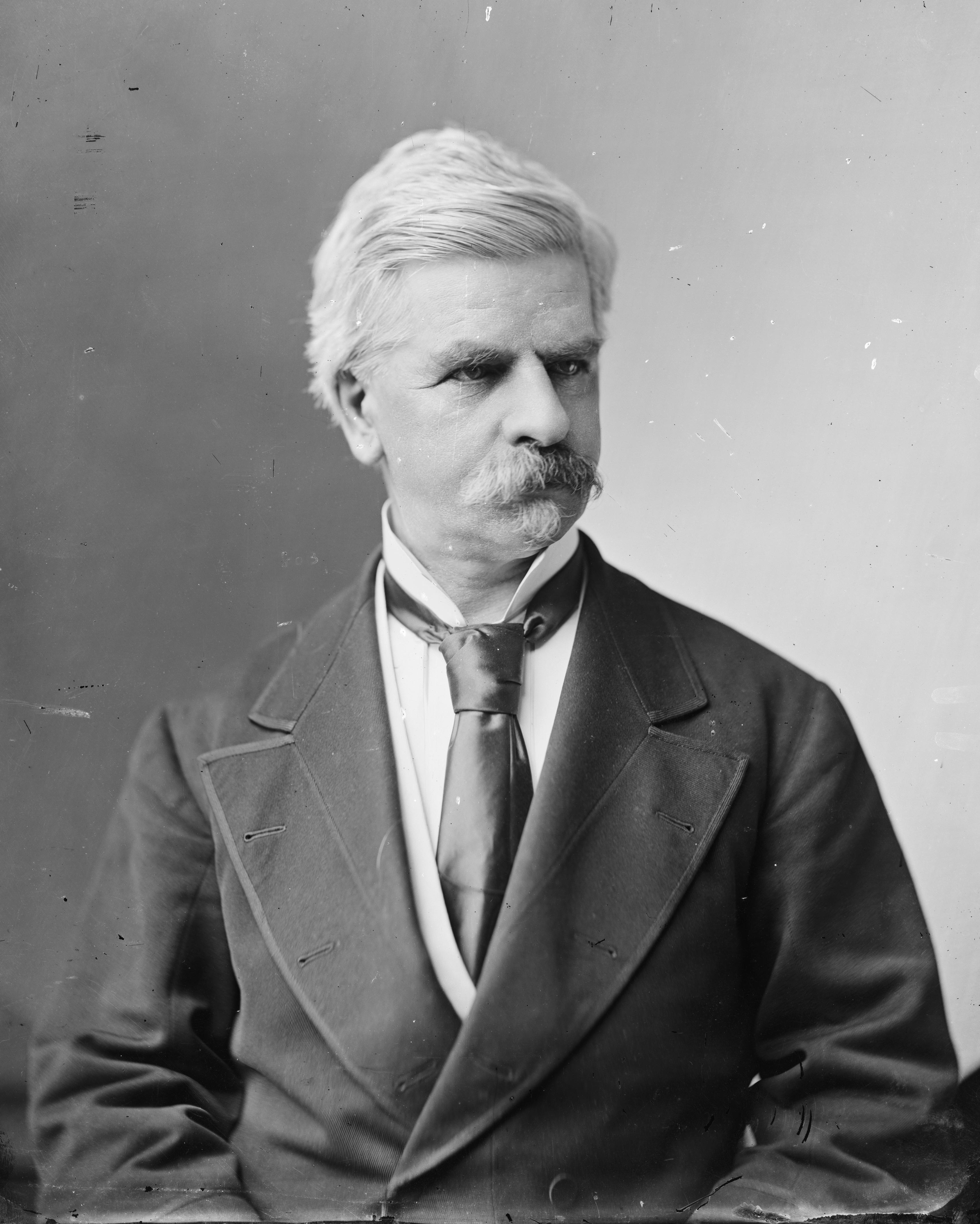
Nathaniel P. Banks (* 1816)

- 1816: Nathaniel Prentiss Banks, US-amerikanischer Politiker und General
- 1821: Franz von Sonnenfeld, Schweizer Schriftsteller
- 1827: Wilhelm Heine, deutscher Maler und Reisender
- 1828: Rainilaiarivony, Premierminister des Königreichs Madagaskar
- 1832: Anton von Schullern zu Schrattenhofen, österreichischer Lyriker und Schulmann
- 1832: Karl von Thielen, preußischer Politiker, Präsident des Eisenbahnamtes, Landesminister
- 1834ː Ulises Advinent, französischer Pianist, Komponist und Kapitän
- 1834ː Marie Wilt, österreichische Sopranistin der klassischen Musik
- 1837: Bernhard Schmidt, deutscher Altphilologe
- 1841: Félix Faure, französischer Politiker, Präsident
- 1841: Ernst Formes, deutscher Theaterschauspieler
- 1841: Samuel Loyd, US-amerikanischer Spiele-Erfinder und Rätselspezialist
- 1844: Moritz von Bissing, preußischer Generaloberst
- 1844: Otto Leßmann, deutscher Komponist und Musikkritiker
- 1845: José Domingo de Obaldía, zweiter Staatspräsident von Panama

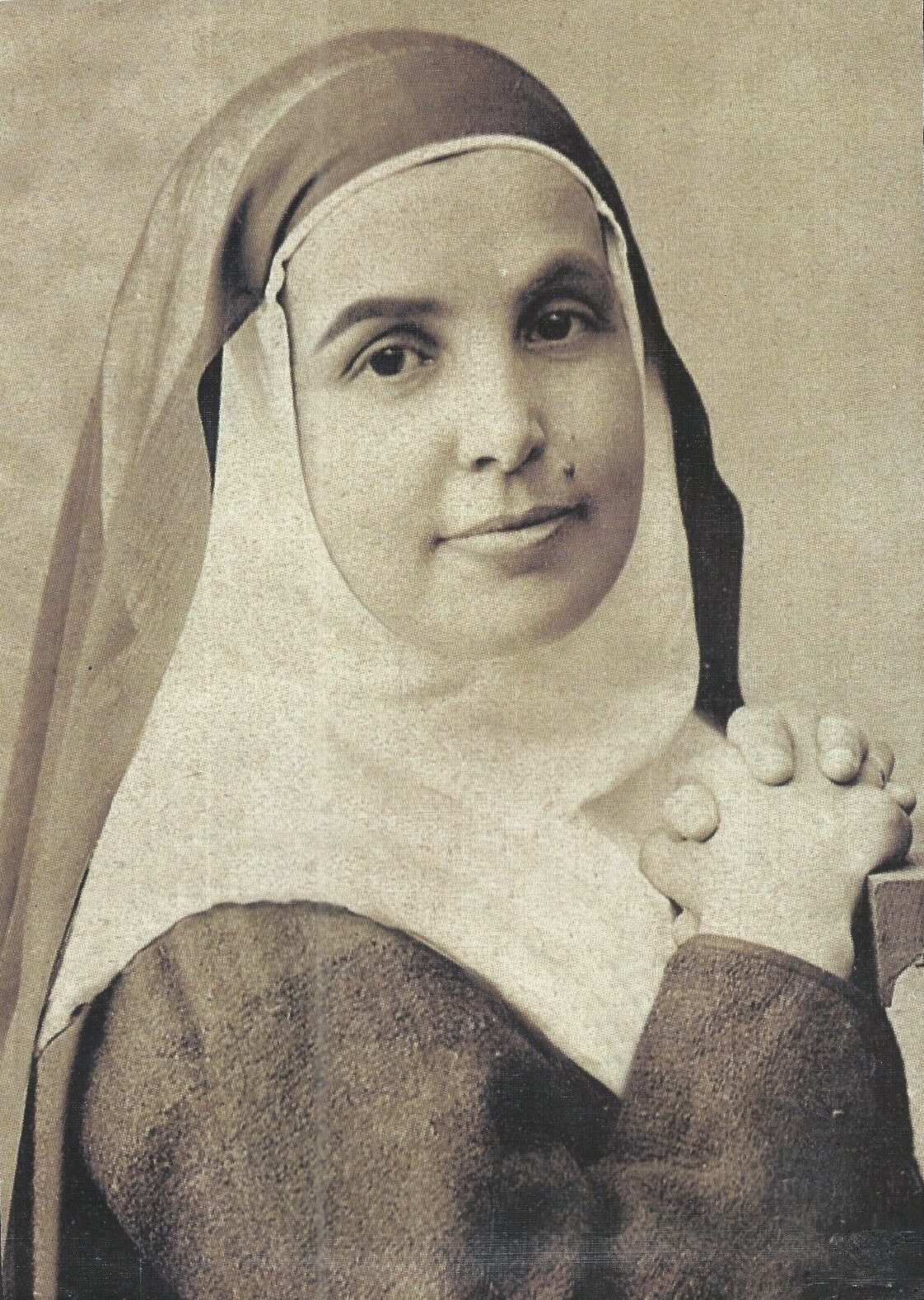
Ángela de la Cruz (* 1846)

- 1846: Ángela de la Cruz, spanische Ordensgründerin
- 1846: Francis Herbert Bradley, britischer Philosoph
- 1846: Max Fürbringer, deutscher Anatom, Ornithologe und Mediziner
- 1848: Ferdinand Mannlicher, deutsch-österreichischer Erfinder und Waffenkonstrukteur
- 1849: Josef Anton Schobinger, Schweizer Politiker

#### 1851–1900
- 1851: Jacob McGavock Dickinson, US-amerikanischer Politiker
- 1851: Henry Ogg Forbes, britischer Forschungsreisender und Botaniker
- 1852: Carl Schrader, deutscher Astronom und Bryologe
- 1854: Moriz von Kuffner, österreichischer Brauunternehmer (Ottakringer Brauerei), Mäzen und Bergsteiger
- 1861: Charles Martin Loeffler, deutsch-US-amerikanischer Komponist, Geiger und Bratscher
- 1862: Alfred Stabell, norwegischer Sportschütze
- 1866: Teresa Feodorowna Ries, österreichische Bildhauerin und Malerin
- 1868: Franz Feldmann, deutscher Politiker, MdR
- 1868: Richard Nordhausen, deutscher Dichter und Schriftsteller
- 1868: Friedrich zu Schaumburg-Lippe, deutscher Prinz, letzter Besitzer der Sekundogenitur Nachod
- 1875: Hans Bader, Schweizer Geistlicher
- 1877ː Maria Crocifissa Curcio, italienische römisch-katholische Ordensfrau und Ordensgründerin, Selige
- 1877: Sigfús Einarsson, isländischer Komponist
- 1878: Ingeborg Andresen, deutsche Lehrerin und Regionalschriftstellerin

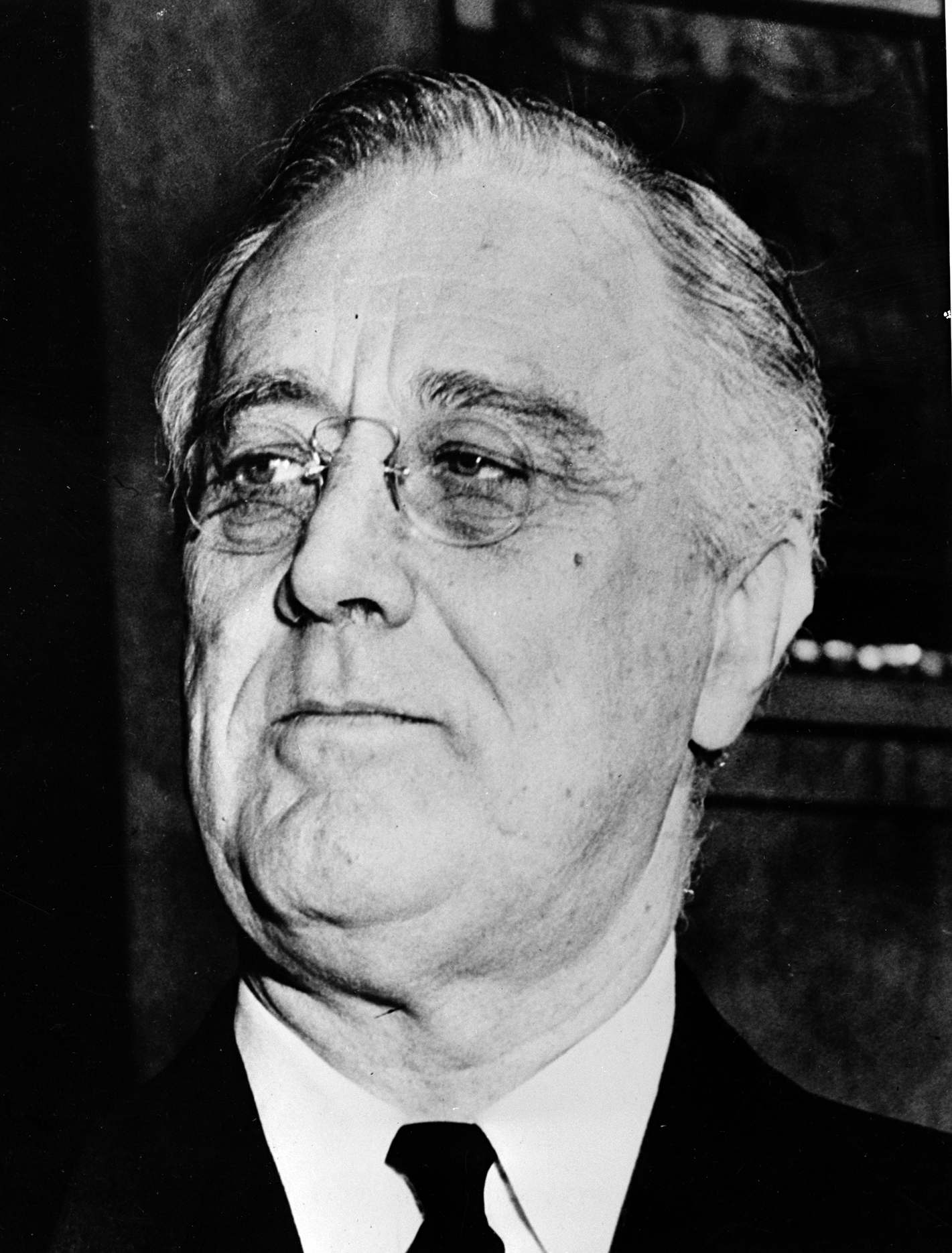
Franklin D. Roosevelt (* 1882)

- 1882: Franklin D. Roosevelt, US-amerikanischer Politiker, 32. Präsident der USA mit vier Amtszeiten (New Deal, Good Neigbor Policy)

Hildegard Burjan (* 1883)

- 1883: Hildegard Burjan, deutsch-österreichische Ordensgründerin und Politikerin
- 1883: Joseph Carlebach, deutscher Rabbiner, Naturwissenschaftler und Schriftsteller
- 1884: Pedro Pablo Ramírez, argentinischer Präsident
- 1885: Iuliu Hossu, griechisch-katholischer Bischof von Gherla und Kardinal
- 1885: Heribert Jone, deutscher katholischer Moraltheologe und Kirchenrechtler
- 1889: Antonio Caggiano, Erzbischof von Buenos Aires und Kardinal
- 1889: José Garibi y Rivera, mexikanischer Erzbischof von Guadalajara und Kardinal
- 1889: Hilda Schulhof, österreichisch-tschechoslowakische Germanistin, Opfer des Holocaust
- 1890: Peter Jensen, deutscher Politiker, MdL
- 1890: Jan Laß, deutscher Landschaftsmaler und Grafiker
- 1890: Emy Roeder, deutsche Bildhauerin und Malerin
- 1891: Hellmuth von Hase, deutscher Verleger
- 1893: Albert Hochleitner, österreichischer Politiker
- 1894: Boris III., König von Bulgarien

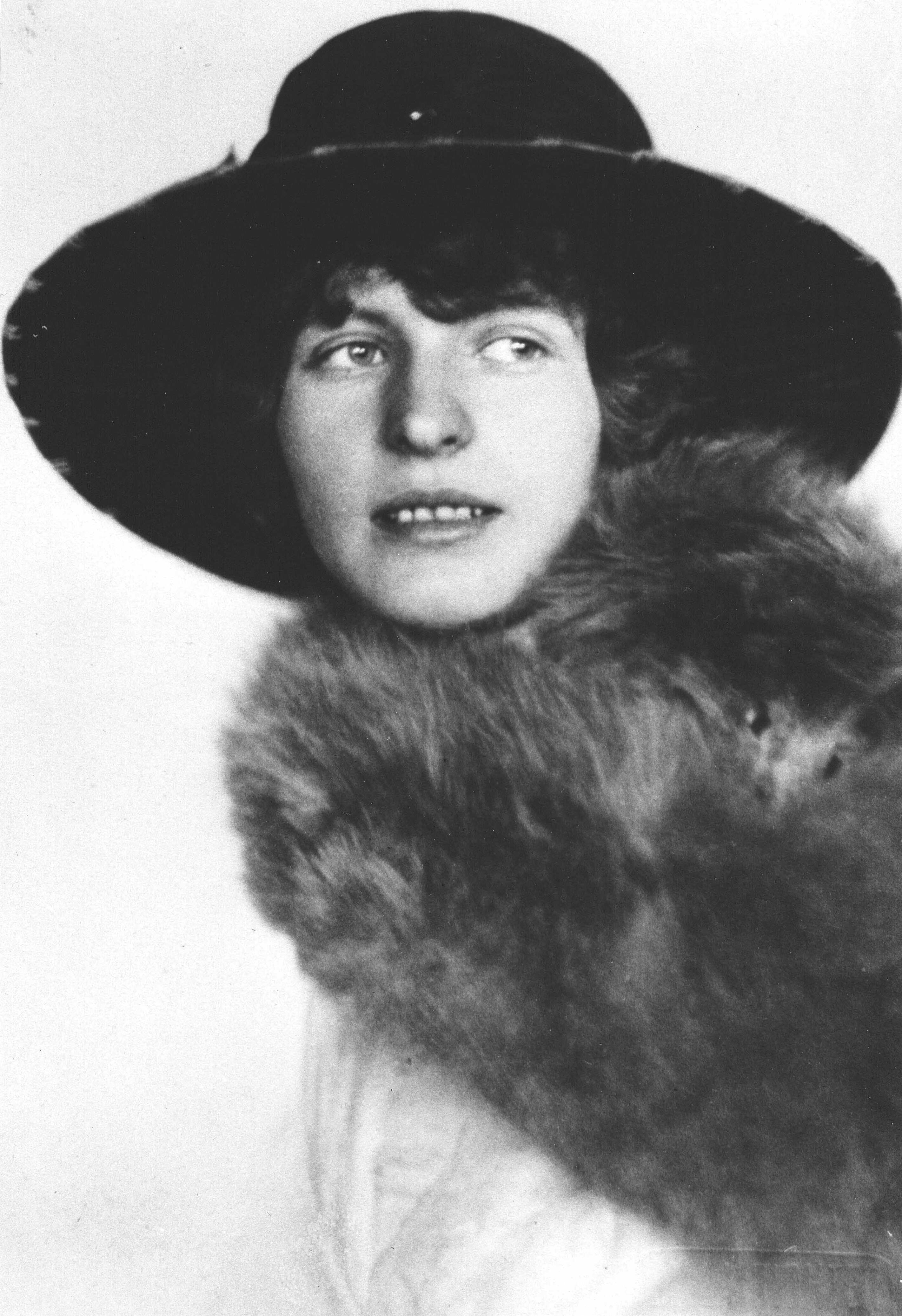
Marianne Golz (* 1895)

- 1895: Marianne Golz, deutsche Schauspielerin, Widerstandskämpferin, Gerechte unter den Völkern
- 1895: Wilhelm Gustloff, deutscher Landesgruppenleiter der NSDAP-Auslandsorganisation in der Schweiz
- 1897: Georg Hann, österreichischer Kammersänger (Bass)
- 1897: Lucien Lemesle, französischer Automobilrennfahrer
- 1899: Max Theiler, südafrikanischer Bakteriologe, Nobelpreisträger
- 1900: Wilhelm Aschka, deutscher Politiker
- 1900: Isaak Ossipowitsch Dunajewski, ukrainischer Musiker und Komponist
- 1900: Rodolfo Halffter, spanisch-mexikanischer Komponist

### 20. Jahrhundert

#### 1901–1925
- 1901: Rudolf Caracciola, deutscher Automobilrennfahrer
- 1901: Ramón Díaz Freeman, dominikanischer Komponist, Fagottist und Organist
- 1901: William Kroll, US-amerikanischer Geiger, Komponist und Musikpädagoge
- 1901: Hans Erich Nossack, deutscher Schriftsteller
- 1902: Giovanni Battista Guidotti, italienischer Automobilrennfahrer und Motorsportfunktionär
- 1902: Alexander Graf Stenbock-Fermor, deutscher Autor und Widerstandskämpfer gegen den Nationalsozialismus
- 1902: Nikolaus Pevsner, deutsch-britischer Kunsthistoriker
- 1903: Slatan Dudow, bulgarischer Regisseur
- 1904: Jean Delemer, französischer Autorennfahrer
- 1904: Fritz Duda, deutscher Maler und Grafiker
- 1904: Louis Häfliger, Schweizer Delegierter des Internationalen Komitees vom Roten Kreuz
- 1904: Max Mellin, deutscher Filmarchitekt
- 1905: Eli Lotar, französischer Fotograf
- 1905: Agnes Primocic, österreichische Politikerin und Widerstandskämpferin
- 1906: Carl Merz, österreichischer Kabarettist und Schriftsteller

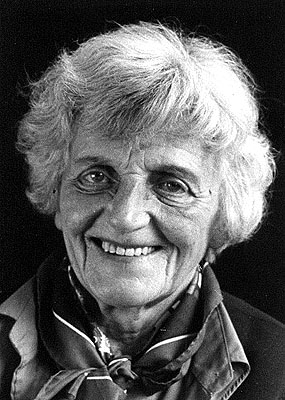
Gerty Molzen (* 1906)

- 1906: Gerty Molzen, deutsche Schauspielerin und Sängerin
- 1907: Takami Jun, japanischer Schriftsteller
- 1907: Lotte Knabe, deutsche Archivarin und Historikerin
- 1908: Otto Heinrich Greve, deutscher Politiker, MdL, MdB
- 1908: Roberto Vestrini, italienischer Ruderer
- 1909: Saul Alinsky, US-amerikanischer Bürgerrechtler
- 1909: Mihály Hajdú, ungarischer Komponist
- 1909: Wilhelm Lanzky-Otto, dänischer Hornist
- 1910: Carola Höhn, deutsche Bühnen- und Filmschauspielerin
- 1911: Roy Eldridge, US-amerikanischer Jazztrompeter
- 1911: Paris Pişmiş, türkisch-armenische Astronomin
- 1912: Helmut Hugo Alfred Augustin, deutscher Pfarrer
- 1912: Clementine zu Castell-Rüdenhausen,  BDM-Funktionärin und erste Beauftragte für das BDM-Werk „Glaube und Schönheit“
- 1912: Ricarda Schwerin, deutsche Fotografin
- 1912: Barbara Tuchman, US-amerikanische Reporterin und Autorin
- 1912ː Jadwiga Wajs, polnische Leichtathletin

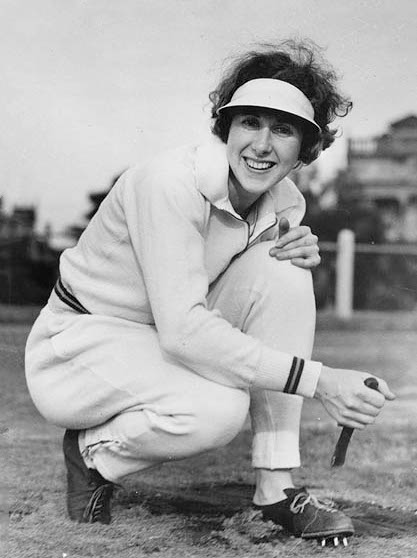
Eileen Wearne (* 1912)

- 1912ː Eileen Wearne, australische Leichtathletin
- 1913: Forrest H. Anderson, US-amerikanischer Jurist und Politiker
- 1913: James W. Dalton, US-amerikanischer Ingenieur
- 1913: Amrita Sher-Gil, indisch-ungarische Künstlerin
- 1915: Ladislaus Buzás, deutscher Bibliothekar
- 1915: Horst Feistel, deutscher Kryptologe

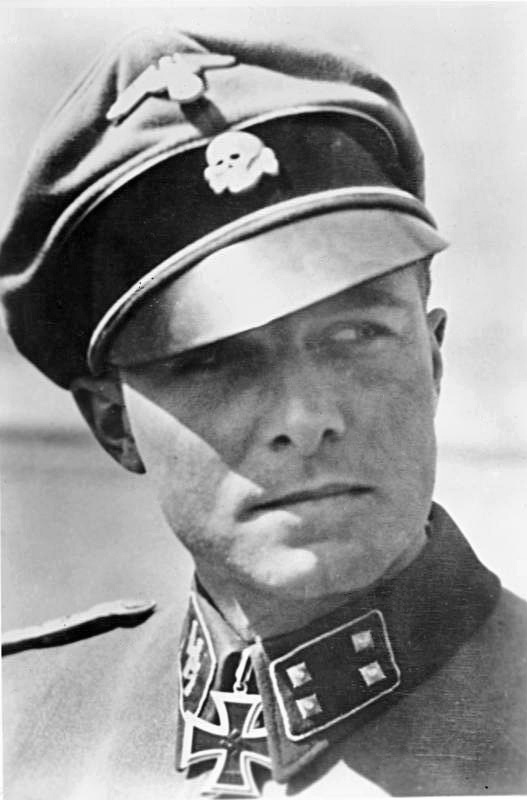
Joachim Peiper (* 1915)

- 1915: Joachim Peiper, deutscher Offizier der Waffen-SS, Adjutant Heinrich Himmlers, Kriegsverbrecher
- 1915: John Profumo, britischer Politiker (Profumo-Affäre)
- 1917: Paul Frère, belgischer Rennfahrer
- 1918: Heinz Rutishauser, Schweizer Mathematiker
- 1918: Helmut Schiff, österreichischer Komponist und Musikpädagoge
- 1919: Ernst Gutting, Weihbischof von Speyer
- 1919: Robert Suter, Schweizer Komponist und Pianist
- 1920: Michael Joseph Anderson, britischer Filmregisseur

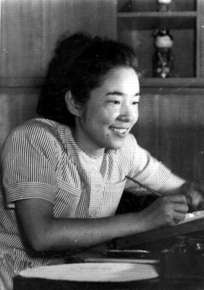
Machiko Hasegawa (* 1920)

- 1920: Machiko Hasegawa, japanische Manga-Zeichnerin
- 1920: Pál Járdányi, ungarischer Komponist und Musikpädagoge
- 1920: Delbert Mann, US-amerikanischer Regisseur
- 1921: Henry Büchmann, dänischer Opernsänger und Schauspieler
- 1923: Alexander Brändle, deutscher Schriftsteller
- 1923: Václav Chochola, tschechischer Fotograf
- 1923: Alexandra Kassen, deutsche Theaterleiterin
- 1924: Lloyd Alexander, US-amerikanischer Fantasy-Schriftsteller
- 1924: Hans Künzi, Schweizer Politiker
- 1924: Werner Reichardt, deutscher Physiker und Biologe
- 1925ː Wilhelmine Bertling, Duisburger Lokalpolitikerin (SPD)
- 1925: Douglas C. Engelbart, US-amerikanischer Erfinder
- 1925: Dorothy Malone, US-amerikanische Schauspielerin
- 1925: Jack Spicer, eigentlich John Lester Spicer, US-amerikanischer Lyriker und Linguist

#### 1926–1950
- 1926: Wassili Alexandrowitsch Archipow, sowjetischer Marineoffizier
- 1926: Tish Daija, albanischer Fußballer und Komponist
- 1926: Ursula Langrock, deutsche Schauspielerin
- 1927: Gerhard Hofmann, deutscher Rechtsanwalt
- 1927: Olof Palme, schwedischer Politiker, zweimaliger Premierminister und Attentatsopfer
- 1928: Ruth Brown, US-amerikanische Rhythm&Blues-Sängerin
- 1929: Isamu Akasaki, japanischer Wissenschaftler
- 1929: Boštjan Hladnik, slowenischer Filmregisseur
- 1929ː Jacqueline van Maarsen, niederländische Autorin und Buchbinderin, Schulfreundin von Anne Frank
- 1930: Samar Banerjee, indischer Fußballspieler
- 1930: William R. Bennett, US-amerikanischer Physiker
- 1930: Wolfgang Feinendegen, deutscher Jurist und Politiker

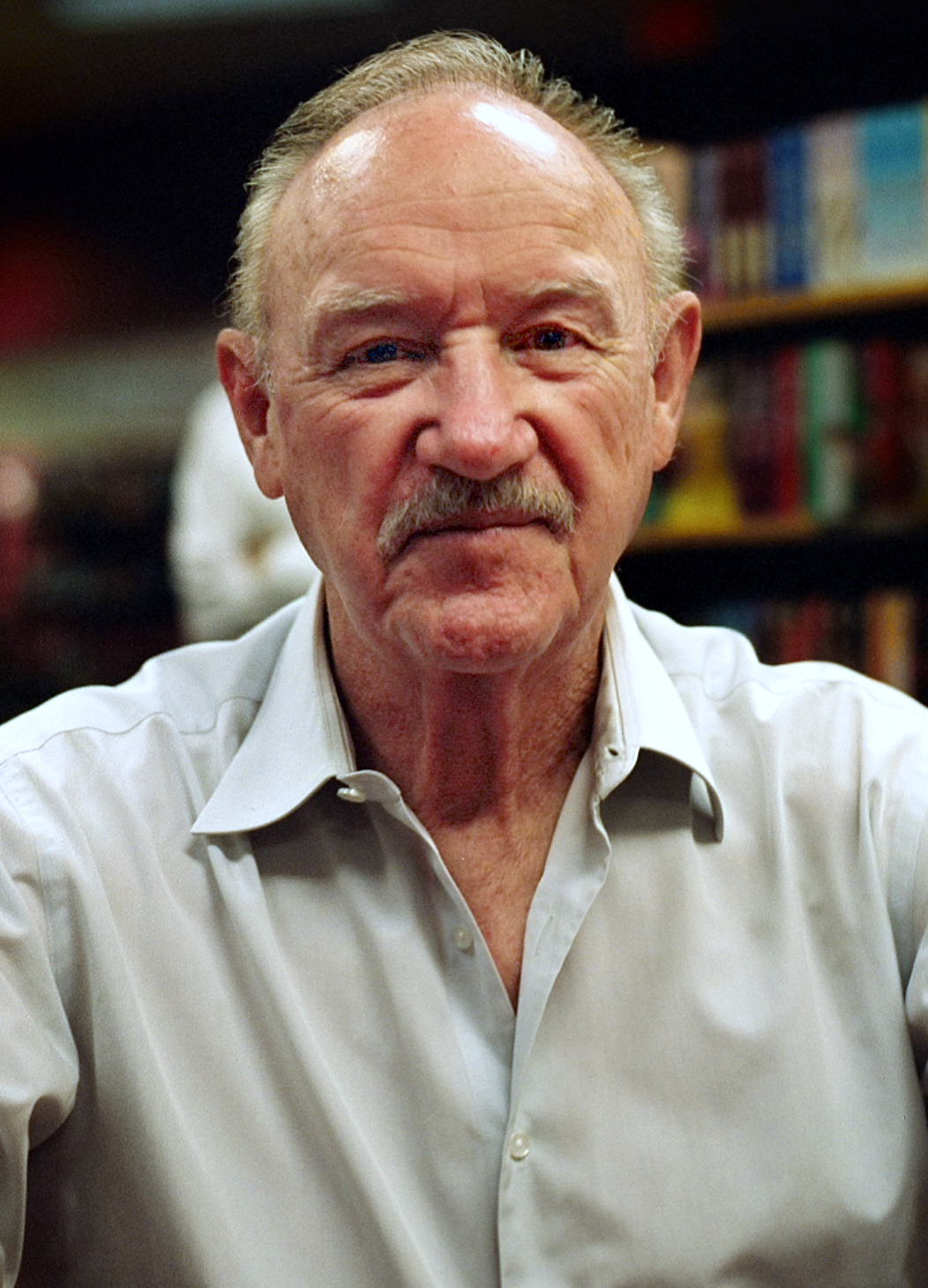
Gene Hackman (* 1930)

- 1930: Gene Hackman, US-amerikanischer Schauspieler
- 1930: Alfred Herrhausen, deutscher Bankier, Vorstandssprecher der Deutschen Bank und Attentatsopfer der RAF
- 1930: Egon Klepsch, deutscher Politiker, MdB und MdEP
- 1930: Usko Meriläinen, finnischer Komponist und Dirigent
- 1930: Nikolai Georgijewitsch Putschkow, russischer Eishockeyspieler
- 1931: Ursula Geissler, deutsche Botanikerin und Hochschullehrerin
- 1931: Linda Nochlin, US-amerikanische Kunsthistorikerin
- 1931: Ted Wheeler, US-amerikanischer Leichtathlet
- 1932: Rino Di Silvestro, italienischer Filmregisseur und Drehbuchautor
- 1934: Giovanni Battista Re, italienischer Priester, vatikanischer Diplomat, Kardinal
- 1935: Richard Brautigan, US-amerikanischer Schriftsteller
- 1935: Ambros Seelos, deutscher Saxophonist, Klarinettist, Bandleader und Arrangeur
- 1935: Maria Sturm, deutsche Leichtathletin
- 1935: Jean Tiberi, französischer Politiker
- 1936: Ladislav Falta, tschechoslowakischer Sportschütze
- 1936: Horst Jankowski, deutscher Jazzpianist und Bandleader
- 1937: Martín Almada, paraguayischer Menschenrechtsaktivist
- 1937: Bruce Johnstone, südafrikanischer Automobilrennfahrer
- 1937: Jeanne Pruett, US-amerikanische Country-Sängerin und -Songwriterin

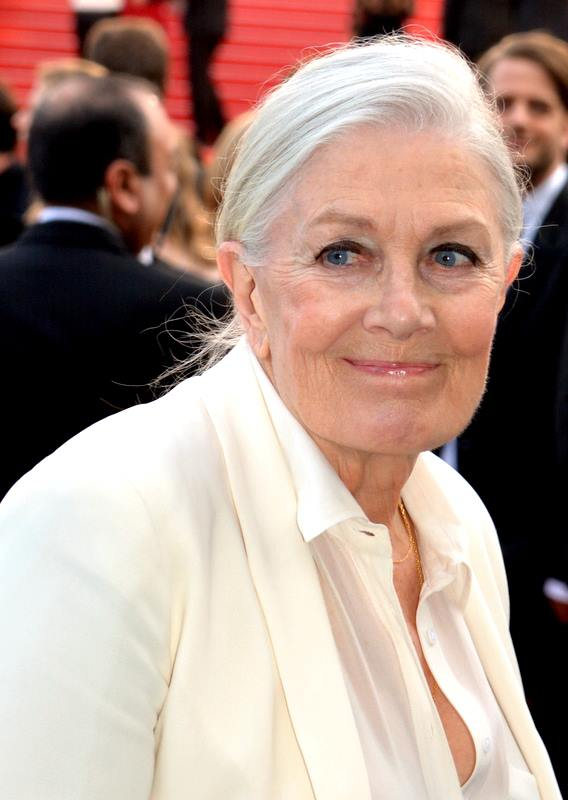
Vanessa Redgrave (* 1937)

- 1937: Vanessa Redgrave, britische Theater- und Filmschauspielerin
- 1937: Boris Wassiljewitsch Spasski, russisch-französischer Schachgroßmeister
- 1938: Kathrin Ackermann, deutsche Schauspielerin und Synchronsprecherin
- 1938: Islom Karimov, usbekischer Politiker und Staatspräsident
- 1939: Eugenio Saini, italienischer Endurosportler
- 1940: Hans-Jürgen Felsen, deutscher Leichtathlet
- 1941: Gregory Benford, US-amerikanischer Science-Fiction-Autor
- 1941: Dick Cheney, US-amerikanischer Politiker, Vizepräsident und Verteidigungsminister der USA
- 1941: Wolfgang Marguerre, deutscher Unternehmer und Mäzen
- 1942: Heidi Brühl, deutsche Schauspielerin und Sängerin
- 1943: Marty Balin, US-amerikanischer Rockmusiker (Jefferson Airplane)
- 1943: Günter Hirsch, deutscher Jurist, Präsident des Bundesgerichtshofs
- 1943: Bernd Munck, deutscher Handballspieler
- 1943: Wolfgang Spanier, deutscher Politiker und MdB
- 1944: Wolfgang Antes, deutscher Politiker
- 1944: Daisy Door, deutsche Schlagersängerin

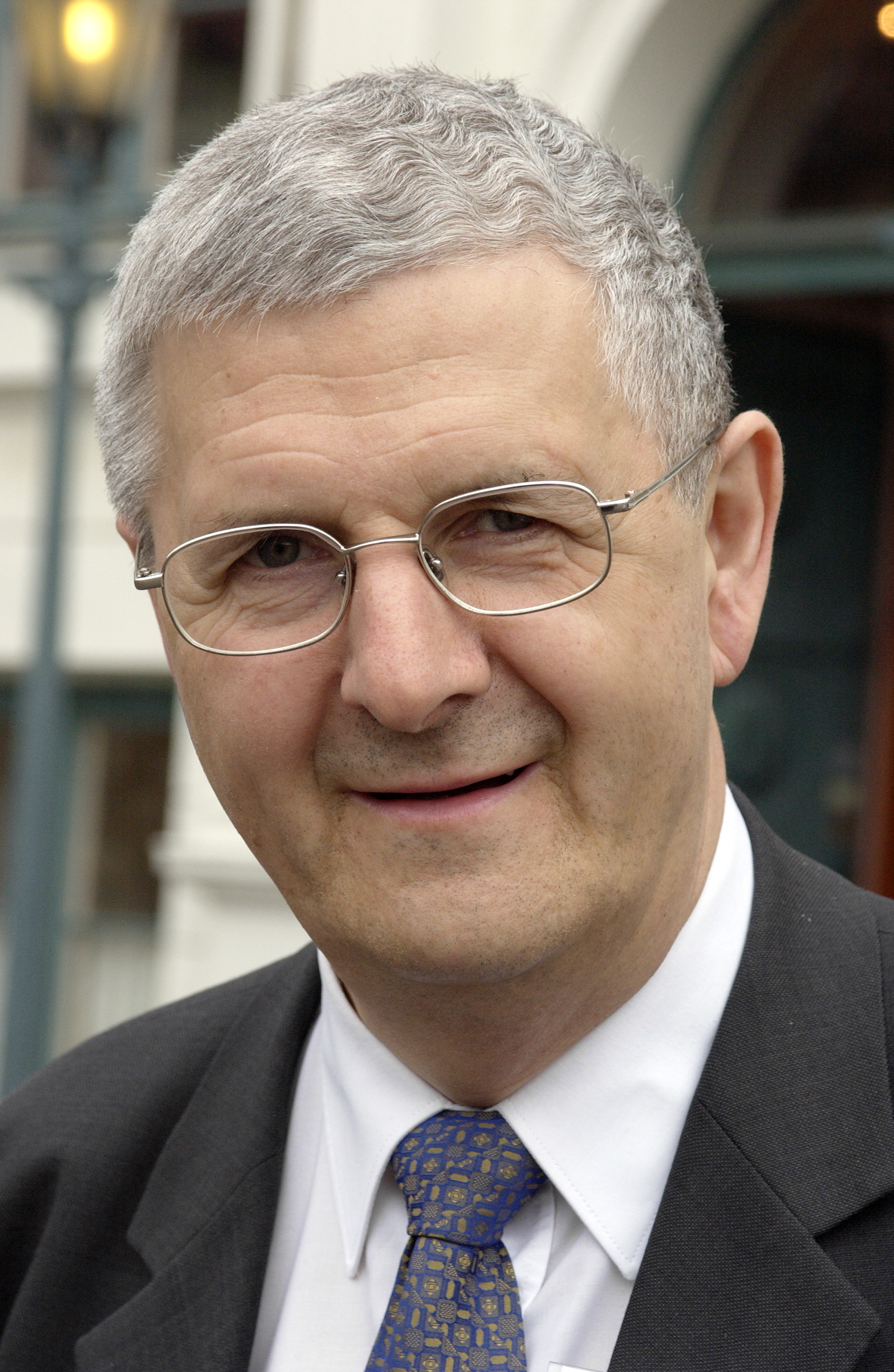
Jógvan við Keldu (1944)

- 1944: Jógvan við Keldu, färöischer Politiker, Innenminister
- 1944: Stephan Reimers, deutscher Theologe Bevollmächtigter des Rates der EKD
- 1944: Wolfgang Rudolph, deutscher Fernsehmoderator
- 1944: Wolfgang Steguweit, deutscher Numismatiker
- 1944: Roberto Tancredi, italienischer Fußballspieler
- 1944: Beatrice Weber-Dürler, Schweizer Rechtswissenschaftlerin
- 1945: Bernd Aust, deutscher Rockmusiker und Konzertveranstalter
- 1945: Gerd Wittmann, deutscher Eishockeytrainer
- 1946: Paul Alexander, US-amerikanischer Polio-Überlebender und Anwalt
- 1946: Ottorino Assolari, italienischer Bischof
- 1947: Steve Marriott, britischer Rockmusiker
- 1947: Barbara Wood, US-amerikanische Schriftstellerin
- 1948: Edzard Ernst, erster Professor für Alternativmedizin in Großbritannien
- 1948: Gert Heidler, deutscher Fußballspieler
- 1948: Manfred Hofmann, deutscher Handballtorwart
- 1949: Peter Agre, US-amerikanischer Mediziner und Molekularbiologe sowie Nobelpreisträger für Chemie
- 1949: Jacques Alméras, französischer Rennfahrer und Rennstallbesitzer
- 1950: Hélène Gagné, kanadische Cellistin und Musikpädagogin
- 1950: Karlheinz Weimar, deutscher Politiker, MdL und Landesminister

#### 1951–1975

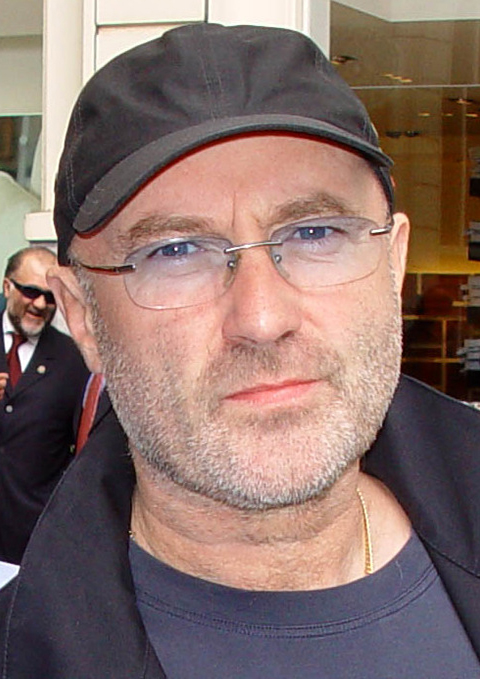
Phil Collins (* 1951)

- 1951: Phil Collins, britischer Rock-/Pop-Sänger, Schlagzeuger (Genesis), Songwriter und Schauspieler
- 1952: Lorenz-Günther Köstner, deutscher Fußballtrainer
- 1952: Christa Moog, deutsche Schriftstellerin
- 1953: Karl-Heinz Stadtmüller, deutscher Leichtathlet
- 1954: Rahim Ademi, kroatischer General
- 1954: Jochen Kowalski, deutscher Countertenor
- 1955: John Baldacci, US-amerikanischer Politiker
- 1955: Judith Tarr,  US-amerikanische Schriftstellerin
- 1956: Thomas Albeck, deutscher Fußballspieler und -funktionär
- 1957: Polly Horvath, nordamerikanische Schriftstellerin
- 1957: Janiva Magness, US-amerikanische Blues-, Soul- und Americana-Sängerin
- 1957: Payne Stewart, US-amerikanischer Golfspieler
- 1958: Bjørn Klakegg, norwegischer Jazzgitarrist
- 1959: Marco Eugênio Galrão Leite de Almeida, brasilianischer Geistlicher
- 1959: Michael Has, deutscher Menschen- und Umweltrechtsaktivist, Hochschullehrer
- 1959: Steve Augeri, US-amerikanischer Sänger
- 1959: Alexander Bob, deutscher Arzt und Verlagsmanager
- 1959: Lutz Hoffmann, deutscher Turner
- 1959: Anke Sevenich, deutsche Schauspielerin
- 1959: Davide Tardozzi, italienischer Motorradrennfahrer

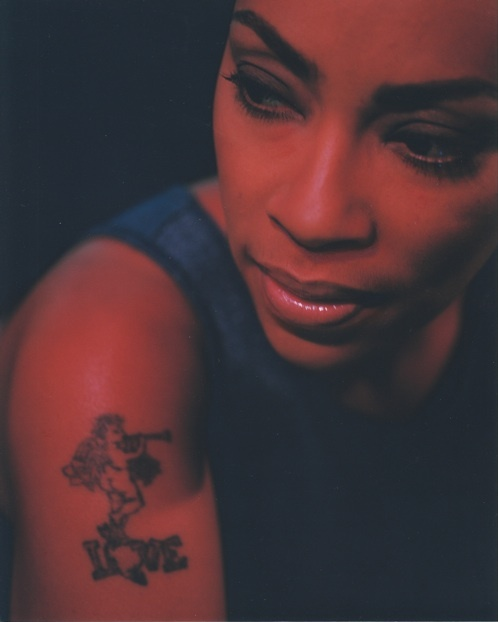
Jody Watley (* 1959)

- 1959: Jody Watley, US-amerikanische Musikerin
- 1960: Jürgen Aust, deutscher Fußballschiedsrichter
- 1961: Ulrike Dietmann, deutsche Autorin
- 1961: Gerardo Di Giusto, argentinischer Komponist und Pianist
- 1961: Richard Reichensperger, österreichischer Journalist und Literaturkritiker
- 1962: Abdullah II. bin al-Hussein, jordanischer König
- 1962: Mary Kay LeTourneau, US-amerikanische Lehrerin wegen Vergewaltigung eines 13-jährigen Jungen verurteilt
- 1962: Anton Schaaf, deutscher Politiker, MdB
- 1962: Eugen Tripolsky, ukrainischer Schachschiedsrichter und -spieler
- 1963: Daphne Ashbrook, US-amerikanische Schauspielerin
- 1963: Thomas Brezina, österreichischer Fernsehmoderator und Autor
- 1963: Pam Fletcher, US-amerikanische Skirennläuferin
- 1964: Maria Bachmann, deutsche Schauspielerin
- 1965: Wolfgang Feiersinger, österreichischer Fußballspieler
- 1966: Andrey Skoch, russischer Unternehmer, Politiker und Milliardär
- 1967: Juergen Maurer, österreichischer Schauspieler
- 1967: Sergei Wladimirowitsch Tschepikow, russischer Biathlet

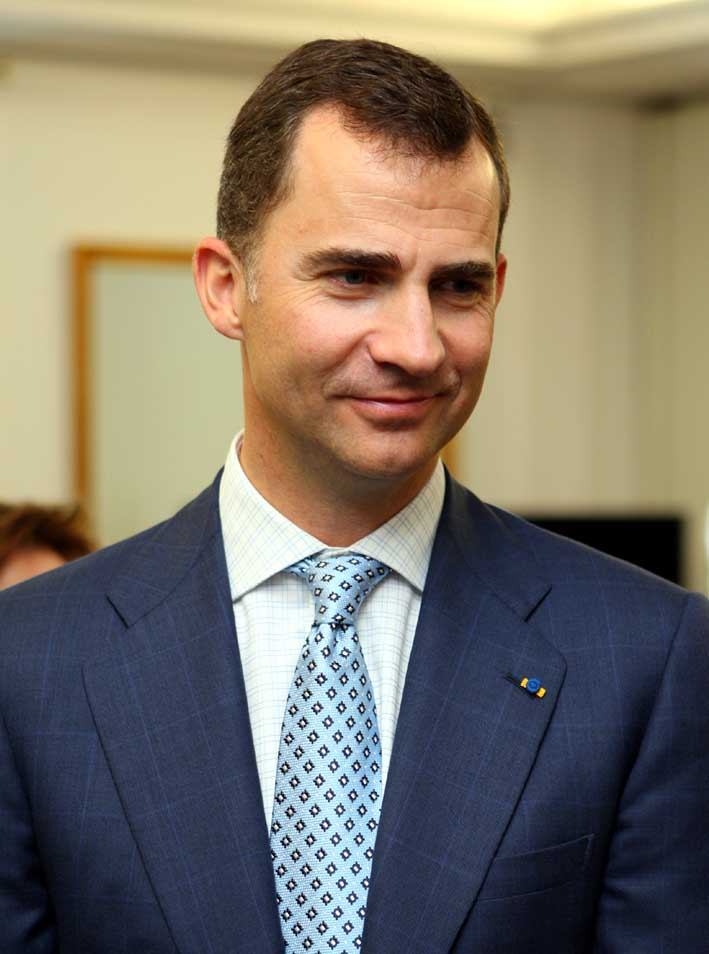
Felipe VI. (* 1968)

- 1968: Felipe VI., spanischer König
- 1969: Flavio Anastasia, italienischer Radrennfahrer
- 1969: Alexei Sergejewitsch Drejew, russischer Schachspieler

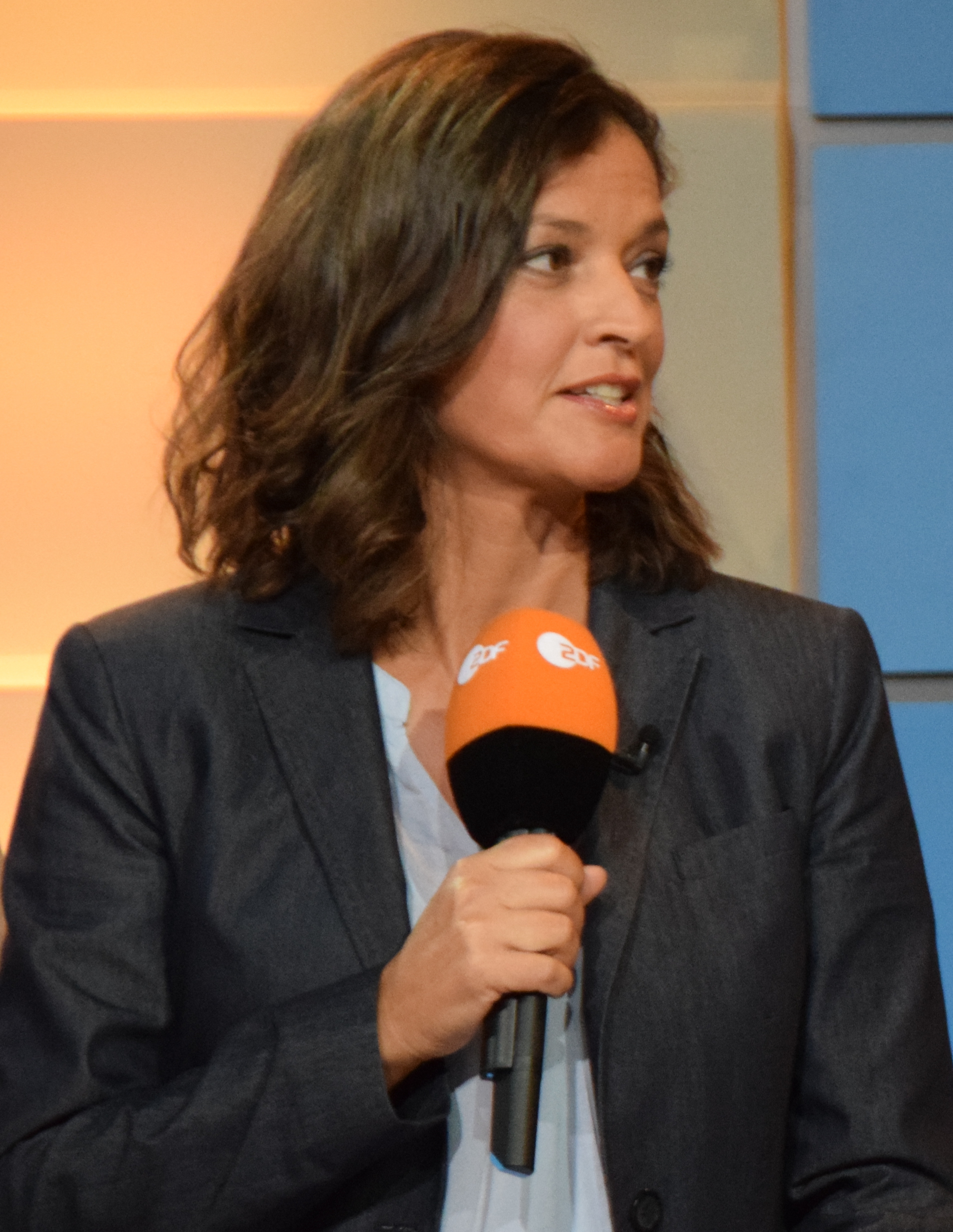
Antje Pieper (* 1969)

- 1969: Antje Pieper, deutsche Fernsehmoderatorin, Redakteurin und Reporterin
- 1970: Ben Aucott, britischer Automobilrennfahrer
- 1970: Maxim Leo, deutscher Journalist, Drehbuchautor und Schriftsteller
- 1970: Marco Milesi, italienischer Radrennfahrer
- 1970: Yves Vanderhaeghe, belgischer Fußballspieler
- 1971: Gero Weinreuter, deutscher Regisseur
- 1972: Brent Moss, US-amerikanischer American-Football-Spieler
- 1974: Christian Bale, britischer Schauspieler
- 1974: Maren Eggert, deutsche Schauspielerin

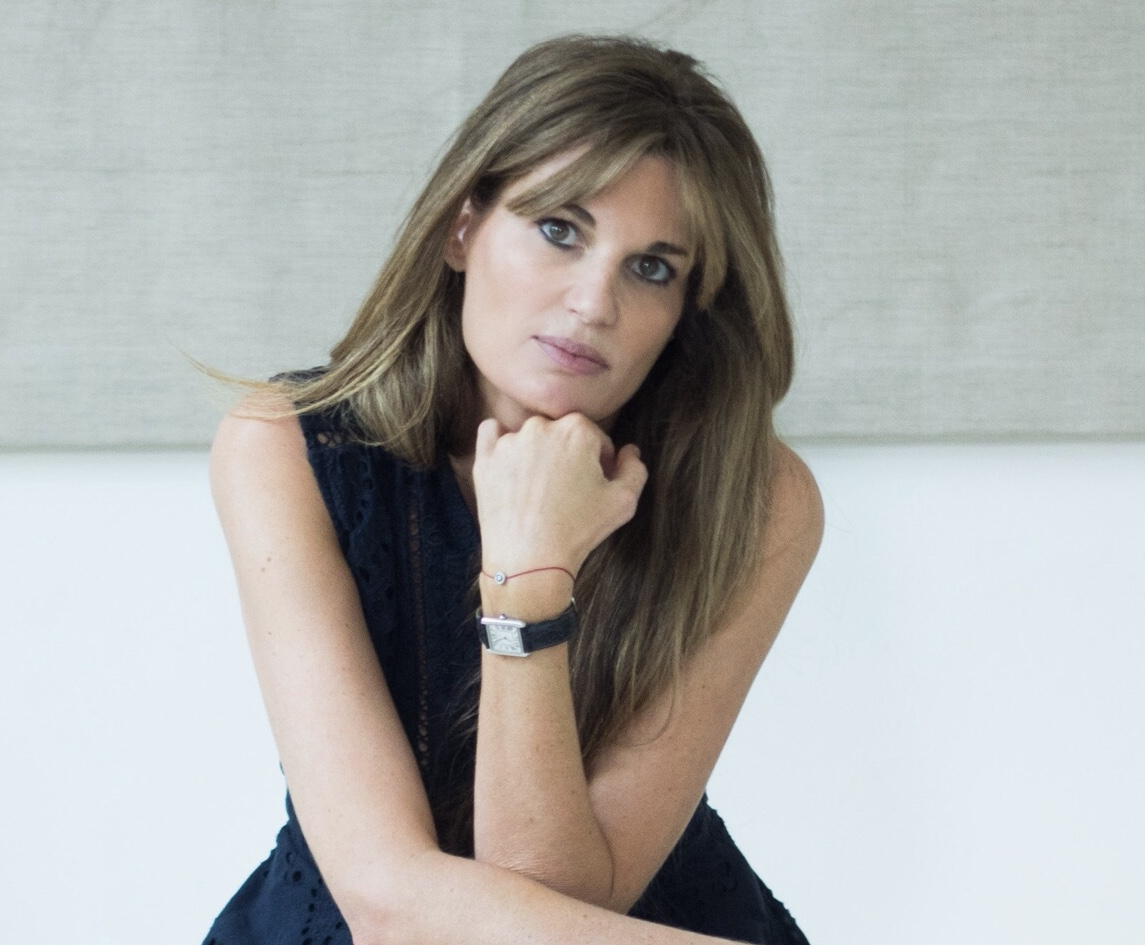
Jemima Goldsmith (* 1974)

- 1974: Jemima Goldsmith, britische Journalistin, Film- und Fernsehproduzentin
- 1974: Abdel Zaher El-Saqua, ägyptischer Fußballspieler
- 1975: Magnus Bäckstedt, schwedischer Radrennfahrer
- 1975: Juninho, brasilianischer Fußballspieler
- 1975: Luigi Sartor, italienischer Fußballspieler

#### 1976–2000
- 1976: Cristian Brocchi, italienischer Fußballspieler
- 1976: Mike Petke, US-amerikanischer Fußballspieler
- 1977: Dan Hinote, US-amerikanischer Eishockeyspieler
- 1978: Fabien Clain, französischer Dschihadist
- 1978: MC Créu, brasilianischer Produzent und DJ
- 1979: Otmane El Assas, marokkanischer Fußballspieler
- 1979: Raphael Schäfer, deutscher Fußballspieler
- 1979: Davide Simoncelli, italienischer Skirennläufer
- 1980: Yvonne Leuthold, schweizerisch-britische Handballspielerin und -trainerin
- 1980: Axel Schreiber, deutscher Schauspieler und Sprecher
- 1980: Christoph Teinert, deutscher Fußballspieler

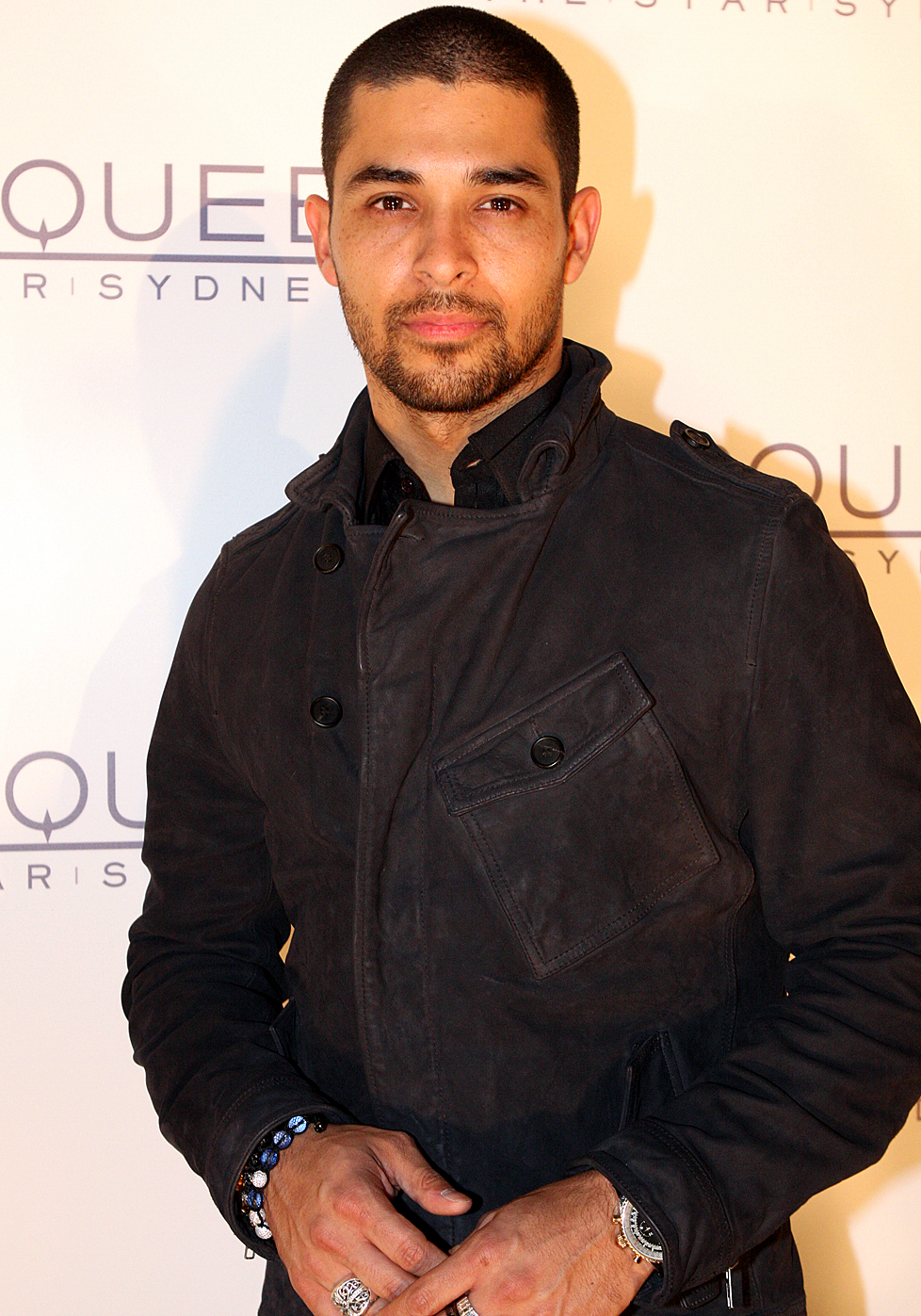
Wilmer Valderrama (* 1980)

- 1980: Wilmer Valderrama, US-amerikanischer Schauspieler, Synchronsprecher und Produzent
- 1980: Jurica Vranješ, kroatischer Fußballspieler
- 1980: Marlene Weingärtner, deutsche Tennisspielerin
- 1980: Angela Williams, US-amerikanische Sprinterin
- 1980: Katell Quillévéré, französische Regisseurin
- 1981: Dimitar Berbatow, bulgarischer Fußballspieler
- 1981: Peter Crouch, englischer Fußballspieler
- 1981: Afonso Alves Martins Jr., brasilianischer Fußballspieler
- 1981: Björn Joppien, deutscher Badmintonspieler
- 1983: Richard Adjei, deutscher Bobfahrer und American-Football-Spieler
- 1983: Bajanmönchiin Anchtschimeg, mongolische Schachspielerin
- 1983: Mansour Assoumani, französischer Fußballspieler
- 1983: Thomas Mogensen, dänischer Handballspieler

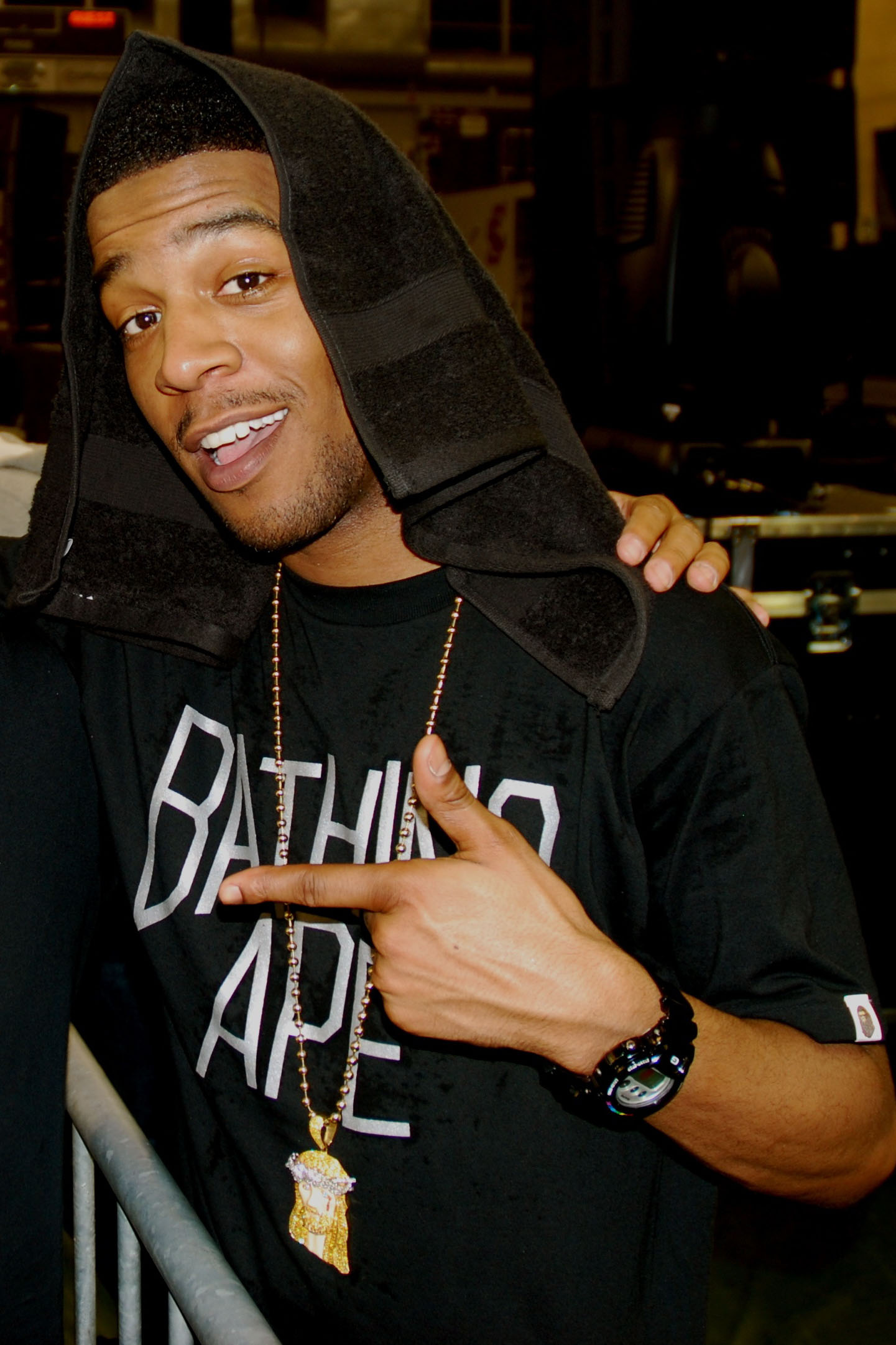
Kid Cudi (* 1984)

- 1984: Kid Cudi, US-amerikanischer Rapper und Schauspieler
- 1984: Chad Power, US-amerikanischer Kinderdarsteller
- 1985: Conkarah, jamaikanischer Reggae-Sänger
- 1985: Joachim Ebmeyer, deutscher Politiker (CDU)
- 1986: Lucas Biglia, argentinischer Fußballspieler
- 1986: Vincent Millot, französischer Tennisspieler
- 1987: Arda Turan, türkischer Fußballspieler
- 1987: Dario Venitucci, italienischer Fußballspieler
- 1988: Florian Bissinger, deutscher Radrennfahrer
- 1988: José-Alex Ikeng, deutsch-kamerunischer Fußballspieler
- 1988: Stefanie Reinsperger, österreichische Schauspielerin

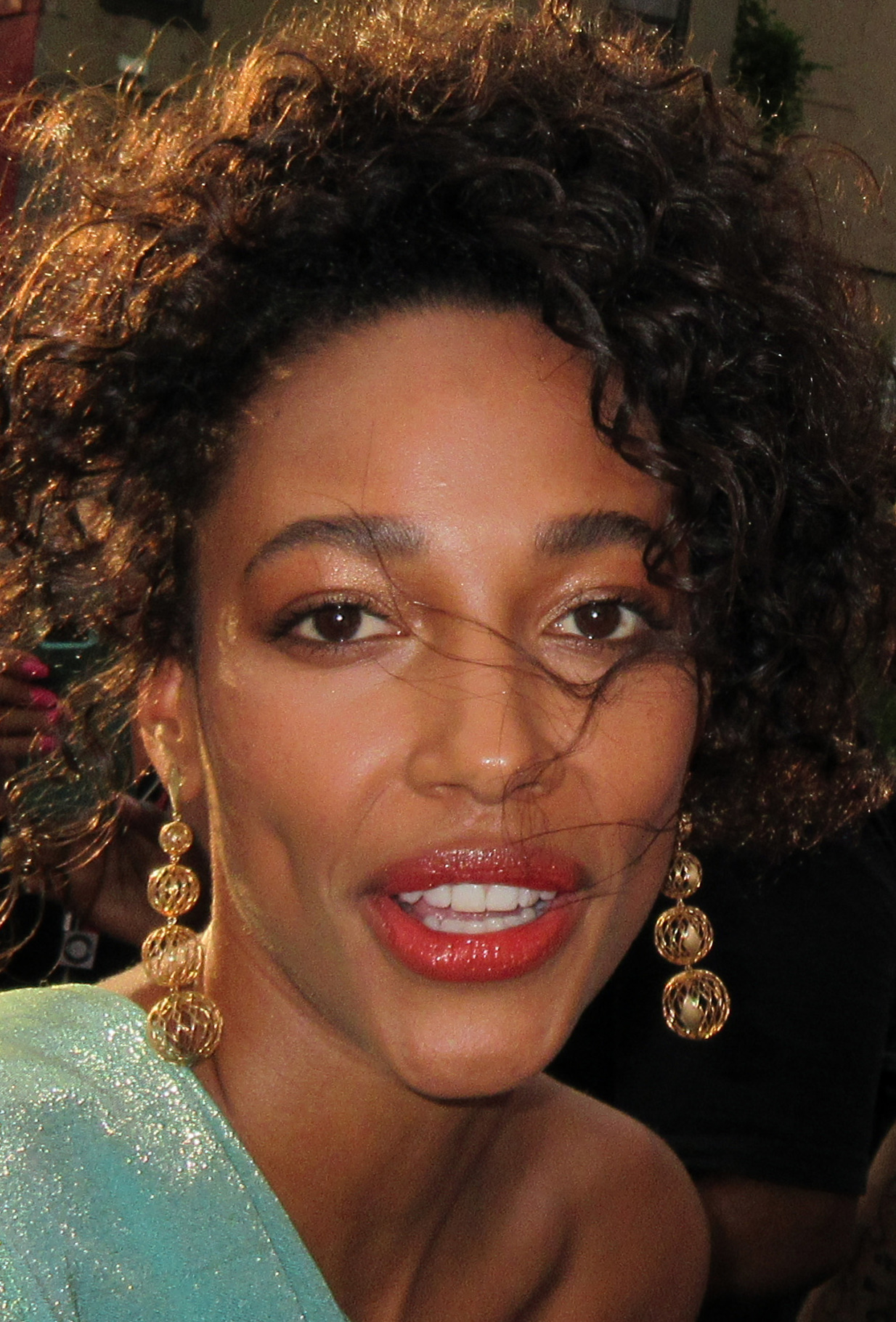
Kylie Bunbury (* 1989)

- 1989: Kylie Bunbury, kanadische Schauspielerin
- 1989: Kang Han-na, südkoreanische Schauspielerin
- 1989: Christopher Schorch, deutscher Fußballspieler
- 1990: David Asphalt, deutscher Rapper
- 1990: Jazmyne Avant, US-amerikanische Fußballspielerin
- 1990: Jonas Strifler, deutscher Fußballspieler
- 1990: Jake Thomas, US-amerikanischer Schauspieler
- 1992: Dario Đumić, bosnisch-dänischer Fußballspieler

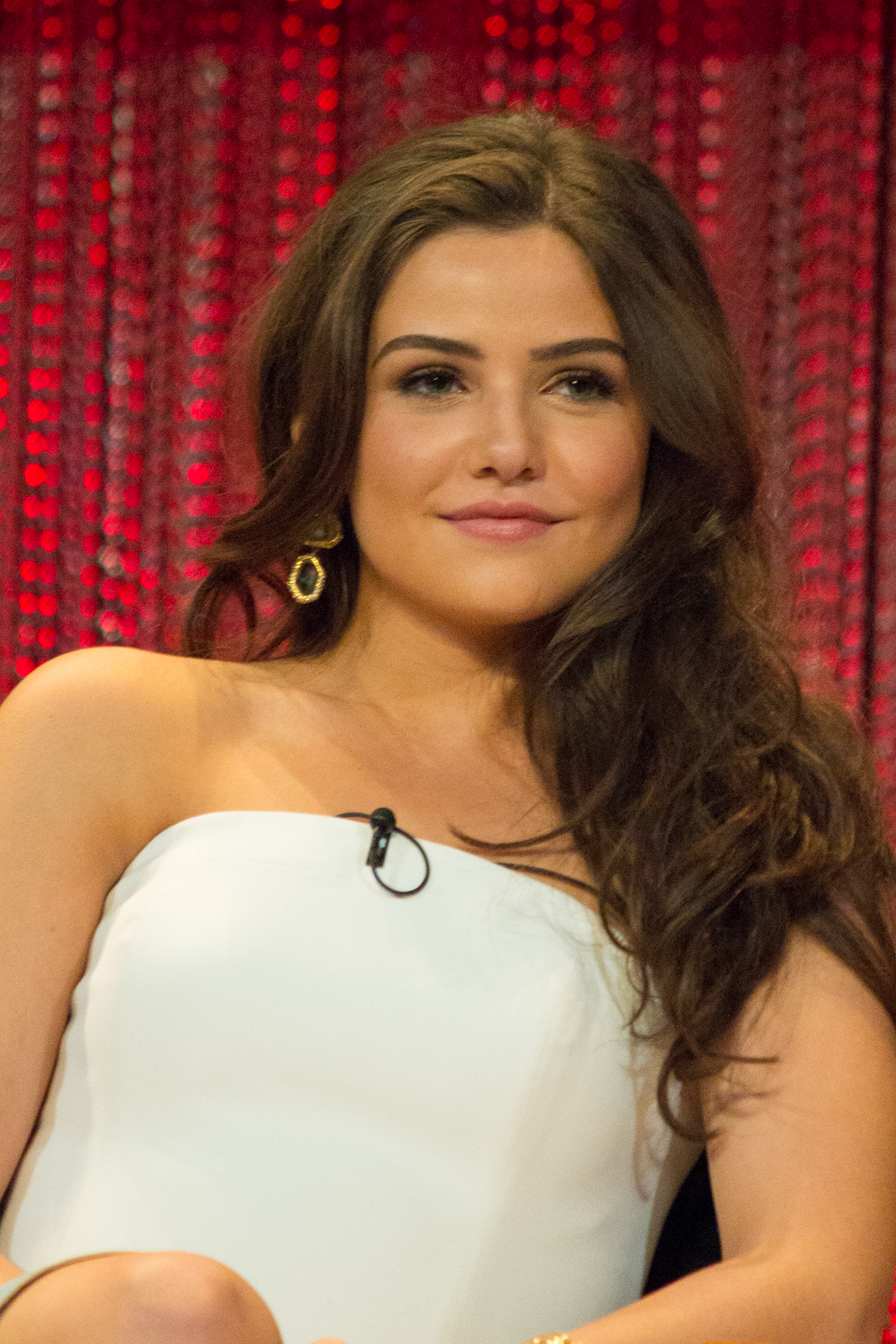
Danielle Campbell (1995)

- 1995: Danielle Campbell, US-amerikanische Schauspielerin
- 1995: Marcel Hilßner, deutscher Fußballspieler
- 1995: Marcos Llorente, spanischer Fußballspieler
- 1996: Sinje Irslinger, deutsche Schauspielerin
- 1996: Camilla Kemp, deutsche Surferin
- 1996: Xiao Ruoteng, chinesischer Turner
- 1998: Fredrik Mühlbacher, österreichischer Biathlet und Skilangläufer

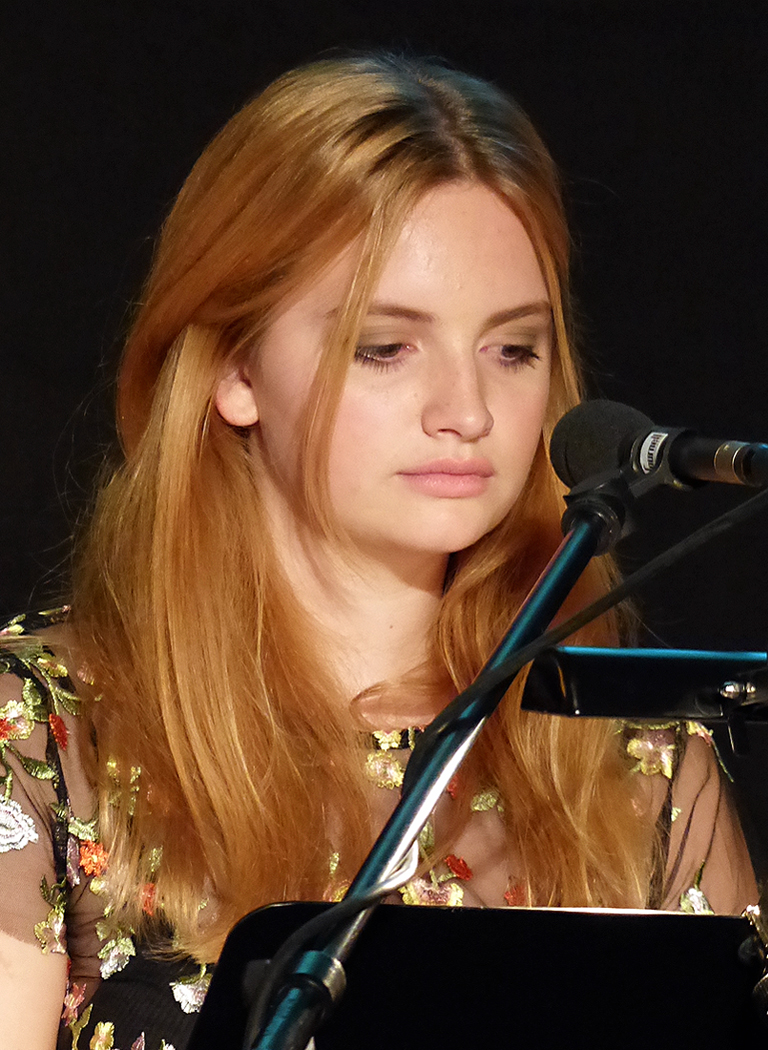
Paulina Rümmelein (* 1998)

- 1998: Paulina Rümmelein, deutsche Schauspielerin und Synchronsprecherin
- 1999: Noé Claye, französischer Telemarker

### 21. Jahrhundert
- 2002: Lea Müller, deutsche BMX-Sportlerin

## Gestorben

### Vor dem 16. Jahrhundert

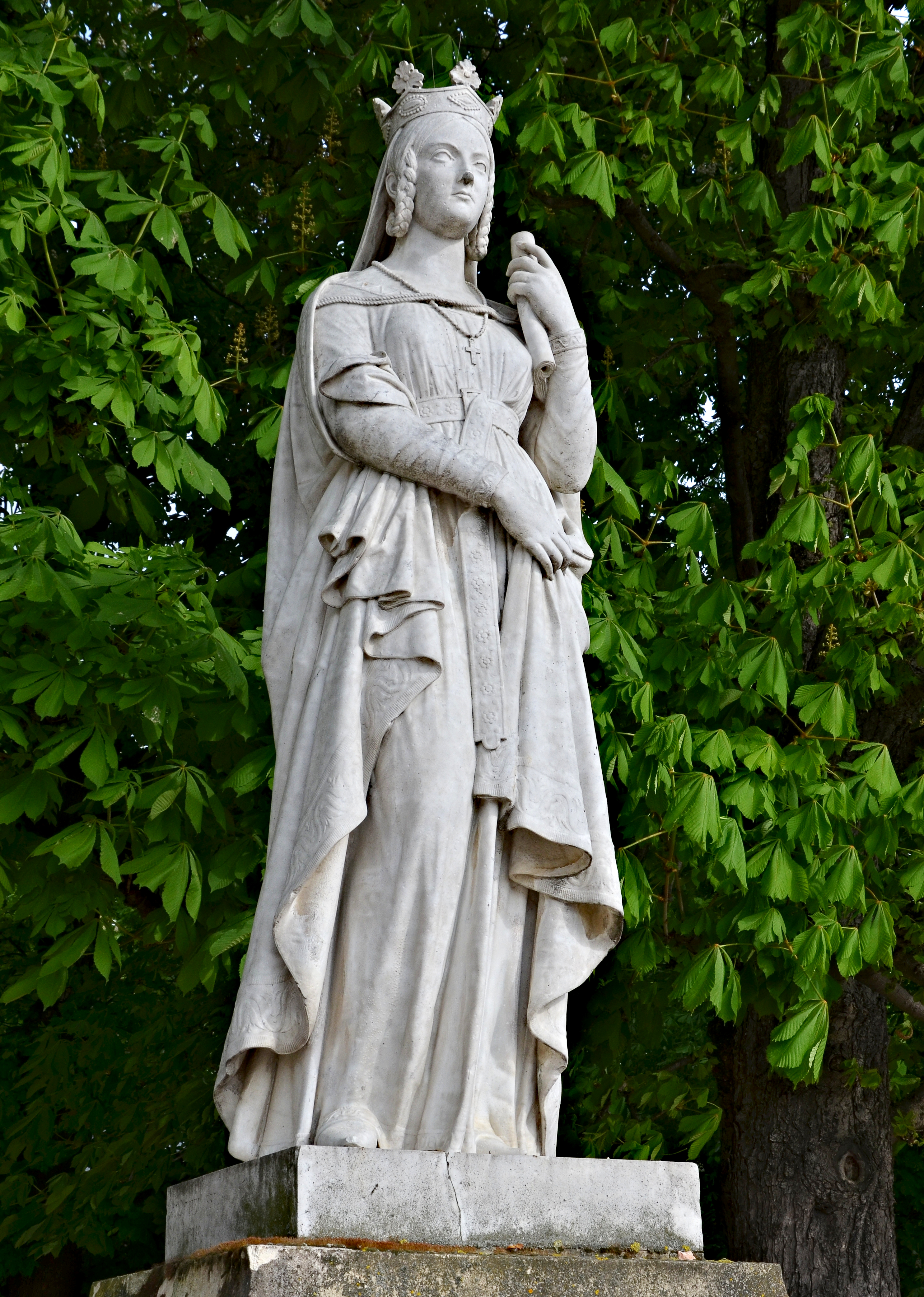
Bathilde († 680)

- 0680: Bathilde, angelsächsische Sklavin im Frankenreich, als Frau Chlodwigs II. Königin des Frankenreichs, Nonne und Heilige der katholischen Kirche

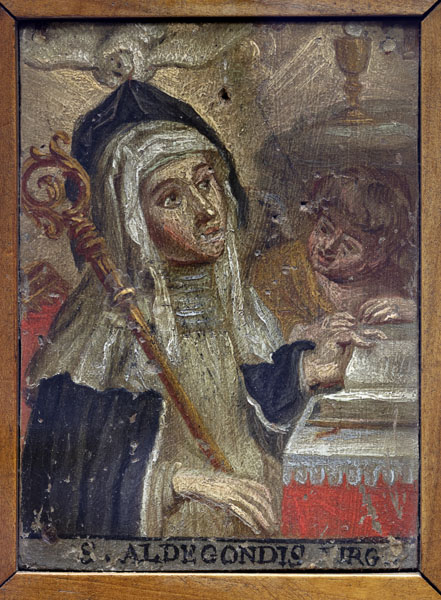
Aldegundis († 684)

- 0684: Aldegundis, Äbtissin und Heilige
- 1030: Hizzo, Bischof von Prag
- 1039: Sophia, Äbtissin in Gandersheim und Essen, älteste Tochter von Kaiser Otto II.
- 1043: Amnichad von Fulda, deutscher Benediktinermönch
- 1164: William FitzEmpress, französischer Adliger
- 1181: Takakura, 80. Kaiser von Japan (1168–1180)
- 1230: Pelagius von Albano, spanischer Kardinal und Kirchenrechtler, Kardinalbischof von Albano und päpstlicher Legat des Fünften Kreuzzugs
- 1308: Margarete von Antiochia, Herrin von Tyrus
- 1314: Margarete von Hochstaden, Gräfin von Berg
- 1316: Gottfried I., Pfalzgraf von Tübingen und Graf von Böblingen
- 1344: Chunghye Wang, 28. König des koreanischen Goryeo-Reiches
- 1344: William Montagu, englischer Militär und Magnat
- 1384: Ludwig II., Graf von Flandern
- 1402: Johann von Mayrhofen, Bischof von Gurk
- 1483: Franz Phoebus, König von Navarra

### 16. bis 18. Jahrhundert
- 1512: Reinhard IV. von Hanau-Münzenberg, Mitregent der Grafschaft Hanau-Münzenberg
- 1523: Fabian von Lossainen, Fürstbischof des Ermlandes
- 1551: Andrea Cornaro, italienischer Kardinal, Bischof von Brescia
- 1574: Damião de Góis, portugiesischer Diplomat und Historiker
- 1574: George Hay, 7. Earl of Erroll, schottischer Adliger und Politiker
- 1584: Pieter Pourbus, niederländischer Maler
- 1586: Kaspar Heidenreich, deutscher lutherischer Theologe und Reformator
- 1606: Benedikt von Ahlefeldt, Gutsherr des Adligen Gutes Lehmkuhlen
- 1627: Sophia Agnes von Langenberg, Kölner Nonne, Opfer der Kölner Hexenverfolgungen
- 1629: Carlo Maderno, italienischer Baumeister

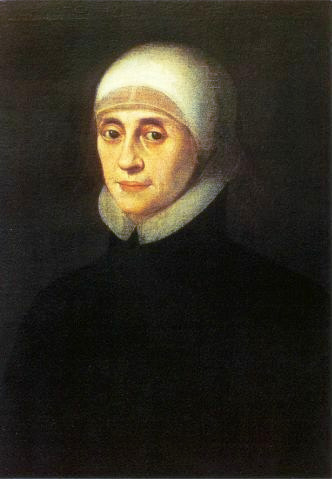
Mary Ward († 1645)

- 1645: Maria Ward, englische Ordensstifterin
- 1649: Karl I., König von Großbritannien und Irland
- 1652: Georges de la Tour, französischer Maler des Barock
- 1677: Francesco Caratti, böhmischer Architekt Tessiner Herkunft
- 1681: Meinrad I., Fürst von Hohenzollern-Sigmaringen
- 1687: François-Annibal II. d’Estrées, französischer Adliger und Diplomat
- 1700: Clara Elisabeth von Platen, Mätresse und Drahtzieherin der Königsmarck-Affäre in Hannover
- 1702: Charles Eugène de Croÿ, Feldmarschall im Dienste des römisch-deutschen Kaisers und des russischen Zaren
- 1702: Jost Liebmann, Hoffaktor in Berlin
- 1707: Philibert de Gramont, französischer Offizier, Hof- und Edelmann am Hof Ludwigs XIV.
- 1714: Leffmann Behrens, deutscher Hof- und Kammeragent der hannoverschen Welfenherzöge
- 1716: Marie Casimire Louise de la Grange d’Arquien, französische Adelige, Königin von Polen und Großfürstin von Litauen
- 1718: Anna Maria Rigo, niederländische Schauspielerin
- 1727: Franz Josef von Manteuffel, Truchsess und kurbayerischer Kämmerer
- 1728: Elisabeth Auguste Sofie von der Pfalz, Erbprinzessin von der Pfalz
- 1728: Otto Friedrich von der Groeben, Soldat und Forschungsreisender im Dienste Brandenburg-Preußens und anderer europäischer Staaten
- 1729: Lothar Franz von Schönborn, Bischof des Bistums Bamberg und Erzbischof des Bistums Mainz
- 1749: Ernst Christoph von Manteuffel, kursächsischer Gesandter und Kabinettsminister, habsburgischer Geheimagent, Schriftsteller und Mäzen
- 1756: Johann Caspar Delius, Gründer der gleichnamigen Unternehmerdynastie in Bielefeld
- 1773: Johann Michael Stock, deutscher Zeichner und Kupferstecher
- 1790: Jacques-André Mallet, Schweizer Mathematiker und Astronom
- 1791: Claude-Carloman de Rulhière, französischer Historiker
- 1797: Antoni Barceló, mallorquinischer Seefahrer und Korsar im Dienst der spanischen Krone
- 1797: Johann Abraham Sixt, deutscher Komponist

### 19. Jahrhundert
- 1806: Ernst Ludwig Wilhelm von Dacheröden, deutscher Beamter
- 1820: Josepha Auernhammer, österreichische Pianistin und Komponistin
- 1821: Vincenz Darnaut, österreichischer Geistlicher und Topograf
- 1823: Rudolph von Wrbna, österreichischer Beamter
- 1826: Fjodor Wassiljewitsch Rostoptschin, russischer General und Minister
- 1832: David August von Apell, deutscher Komponist, Schriftsteller, Theaterdirektor und geheimer Kammerrat
- 1833: Joachim Eugen Müller, Schweizer Topograph

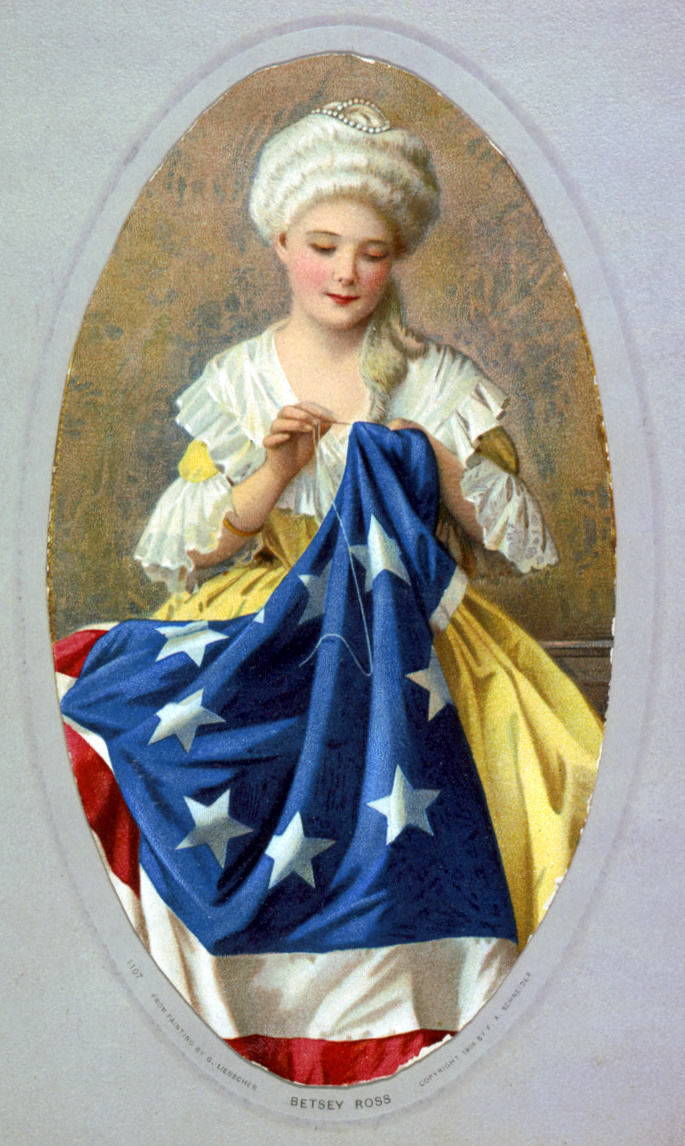
Betsy Ross († 1836)

- 1836: Betsy Ross, US-amerikanische Hauswirtschafterin, nähte angeblich die erste Flagge der USA
- 1837: Gottfried Daniel Krummacher, deutscher Theologe
- 1840: Johann Karl Gottlob von Nostitz-Jänkendorf, deutscher Gutsbesitzer
- 1843: Friedrich von Adelung, deutscher Jurist und Philosoph
- 1844: Johann Baptist Farina, deutscher Unternehmer
- 1845: Johann Georg von Aretin, bayerischer Staatsbeamter, Jurist und Nationalökonom
- 1845: Franz Körte, deutscher Natur- und Agrarwissenschaftler
- 1857: Agostino Aglio, italienischer Maler, Kupferstecher und Lithograph
- 1857: Pierre Arnollet, französischer Ingenieur
- 1858: Coenraad Jacob Temminck, niederländischer Zoologe
- 1860: Carl Heinrich Saemann, deutscher Musiker

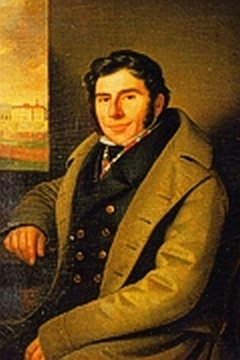
Joseph Gottfried Pargfrieder († 1863)

- 1863: Joseph Gottfried Pargfrieder, österreichischer Armeelieferant und Erbauer der Gedenkstätte Heldenberg
- 1867: Friedrich Kohlrausch, Pädagoge und Historiker
- 1867: Kōmei, japanischer Kaiser
- 1868: Éléonore Denuelle, Geliebte Napoleons I.
- 1869: Franz Julius Anders, deutscher Stenograf
- 1869: William Carleton, irischer Schriftsteller
- 1871: Azzan ibn Qais, Sultan und Iman von Maskat und Oman
- 1872: Francis Rawdon Chesney, britischer General und Forscher
- 1878: Albert Doberenz, deutscher Klassischer Philologe und Schulleiter
- 1880: Paul Devaux, belgischer Staatsmann
- 1881: Jacques-Nicolas Lemmens, belgischer Organist und Komponist
- 1882: Friedrich Aulenbach, deutscher Dichter
- 1886: Gustave Chouquet, französischer Musikwissenschaftler
- 1888: Asa Gray, nordamerikanischer Botaniker
- 1888ː Mary Howitt, englische Schriftstellerin
- 1889: Rudolf von Österreich-Ungarn, österreichischer Erzherzog, Thronfolger von Österreich-Ungarn

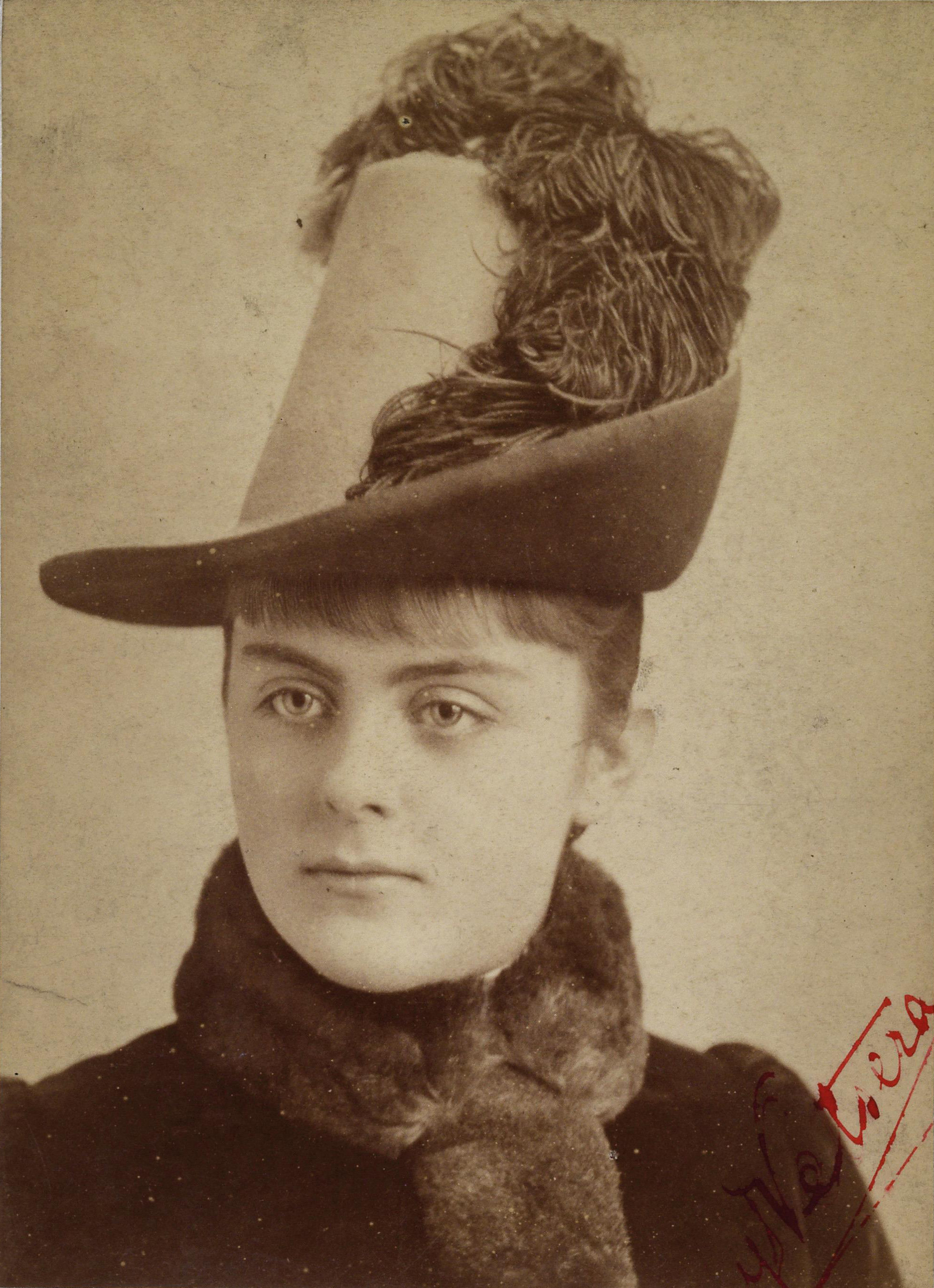
Mary Vetsera († 1889)

- 1889: Mary Vetsera, österreichische Adlige, Geliebte von Kronprinz Rudolf
- 1890: Hayreddin Pascha, Großwesir des Osmanischen Reiches
- 1890: Karl Merz, US-amerikanischer Komponist
- 1891: Charles Bradlaugh, britischer Publizist und Politiker
- 1891: Charles Chaplin, französischer Maler und Kupferstecher
- 1894ː Moritz Stern, Mathematiker und der erste jüdische Ordinarius an einer deutschen Universität
- 1895: Hermann Gruson, deutscher Erfinder, Wissenschaftler und Unternehmer
- 1896: Ernst Kapp, deutscher Pädagoge, Geograph und Philosoph
- 1898: Jules Péan, französischer Chirurg
- 1898: Carl Friedrich Tamms, deutscher Kommunalpolitiker

### 20. Jahrhundert

#### 1901–1950
- 1903: Ernst Mey, deutscher Unternehmer
- 1903: Albrecht Rudolf Rüetschi, Schweizer evangelischer Geistlicher und Hochschullehrer
- 1903ː Nakajima Utako, japanische Dichterin, Gründerin der Dichtkunstschule Haginoya
- 1905: Eduard Ebel, deutscher evangelischer Pfarrer und Dichter
- 1907: Ludwig Woltmann, deutscher Anthropologe
- 1909: Anton Spitalsky, österreichischer Industrieller
- 1911: Theodor Christomannos, österreichischer Jurist, Pionier des Tourismus in Südtirol
- 1911: Emil Hundrieser, deutscher Bildhauer
- 1912: Luis Cordero Crespo, Präsident von Ecuador
- 1912: Julius Pagel, deutscher Arzt und Medizinhistoriker
- 1913: James Henderson Berry, US-amerikanischer Politiker
- 1914: Matthias Büssem, deutscher Geistlicher
- 1914: Paul Déroulède, französischer Autor und Politiker
- 1914ː Hildegard von Spitzemberg, deutsche Salonnière
- 1916: Julius Pohlig, deutscher Ingenieur und Pionier im Seilbahnbau
- 1918: Franz Löhr, deutscher Bildhauer
- 1919: Xaver Marnitz, deutsch-baltischer Propst und evangelischer Märtyrer

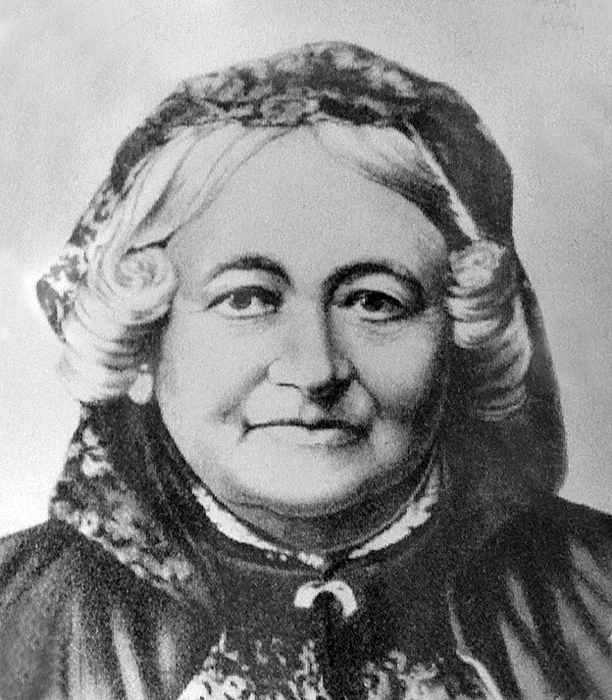
Henriette Goldschmidt († 1920)

- 1920: Henriette Goldschmidt, deutsche Frauenrechtlerin, Pädagogin und Sozialpädagogin
- 1920: Henriette von Meerheimb, deutsche Schriftstellerin
- 1920: Lydia Adelheid Hellenbrecht, als Vogeljette bekanntes Hamburger Original

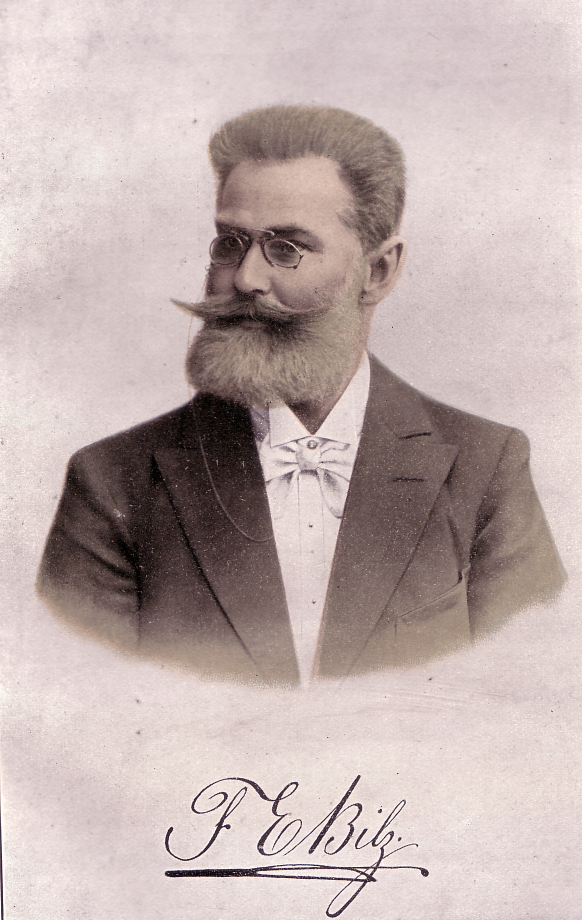
Friedrich Eduard Bilz († 1922)

- 1922: Friedrich Eduard Bilz, deutscher Naturheilkundler
- 1923: Franz Brümmer, deutscher Lehrer und Lexikograph
- 1925: Hermann Brandt (Siedler), deutscher Siedler und Landwirt
- 1925: Lilian Suzette Gibbs, britische Botanikerin
- 1925: Gyula Major, ungarischer Pianist, Musiklehrer und Komponist
- 1926: Barbara La Marr, US-amerikanische Schauspielerin
- 1927: Ahmed Abdul-Malik, US-amerikanischer Jazzmusiker
- 1927: Simeon Eben Baldwin, US-amerikanischer Politiker
- 1927: Friedrich Ernst Koch, deutscher Komponist und Musikpädagoge
- 1928: Karl Bleibtreu, deutscher Schriftsteller
- 1928: Johannes Fibiger, dänischer Bakteriologe, Pathologe und Medizinnobelpreisträger
- 1929: La Goulue, französische Cancan-Tänzerin und Dompteuse
- 1934: Albert Bachmann, Schweizer Sprachwissenschaftler
- 1937: Henri Duvernois, französischer Schriftsteller
- 1937: Maria Elisabeth Pembaur, deutsche Pianistin
- 1941: Emil von Guttenberg, österreichischer Marschallleutnant und Eisenbahnminister
- 1941: Heinrich von Zügel, deutscher Maler
- 1942: Ina von Grumbkow, deutsche Reiseschriftstellerin
- 1942: Frederick Haultain, kanadischer Politiker und Richter
- 1943: Pierre-Barthélemy Gheusi, französischer Schriftsteller, Journalist und Theaterleiter

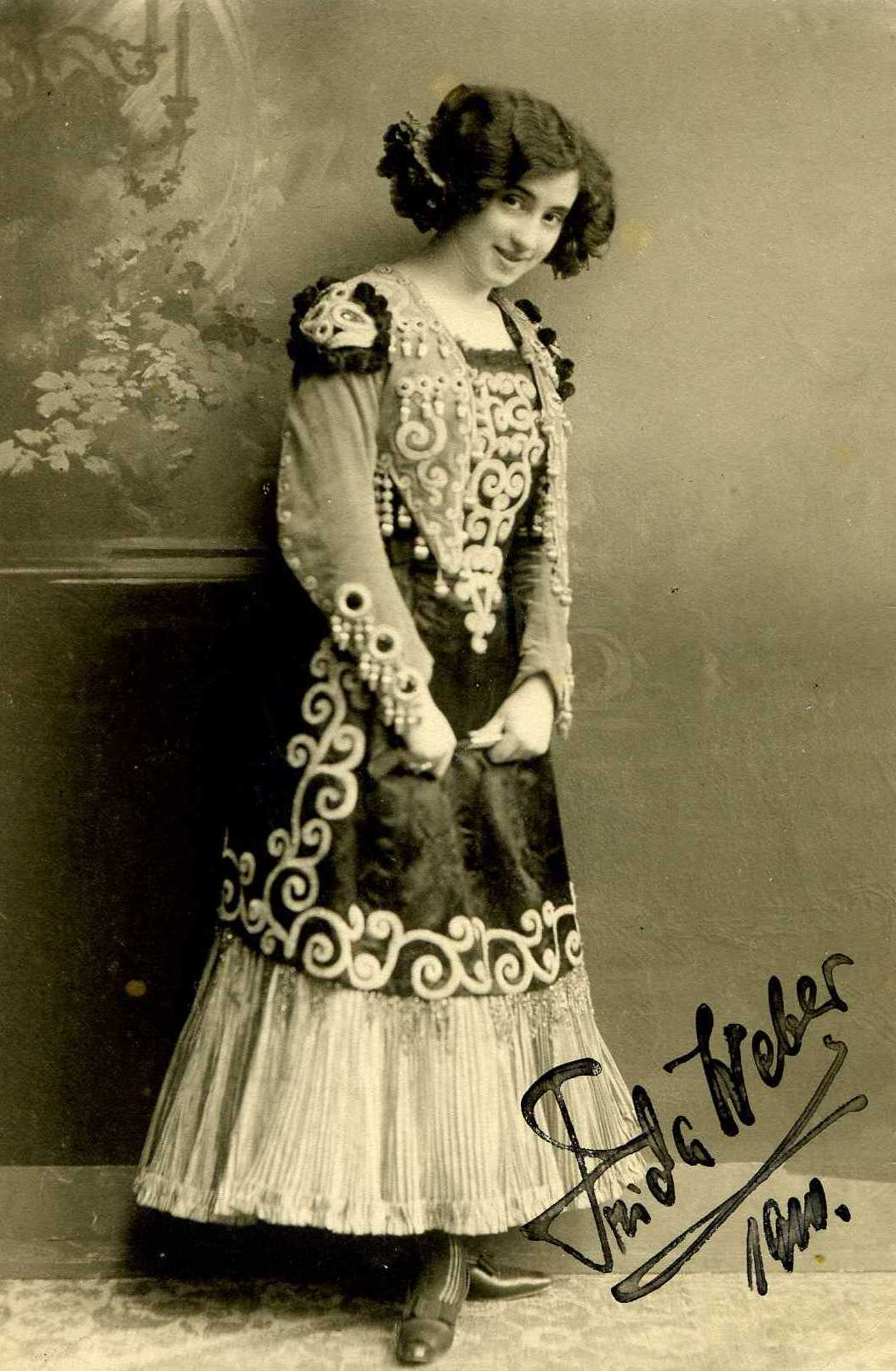
Frida Weber-Flessburg († 1943)

- 1943: Frida Weber-Flessburg, Berliner Opern-, Lied- und Schlagersängerin, Opfer der Shoah
- 1944: Eduardo Dagnino, italienischer Komponist, Musikwissenschaftler und Schachspieler
- 1944: Willy Jaeckel, deutscher Maler des Expressionismus
- 1944: Hermann Kükelhaus, deutscher Dichter

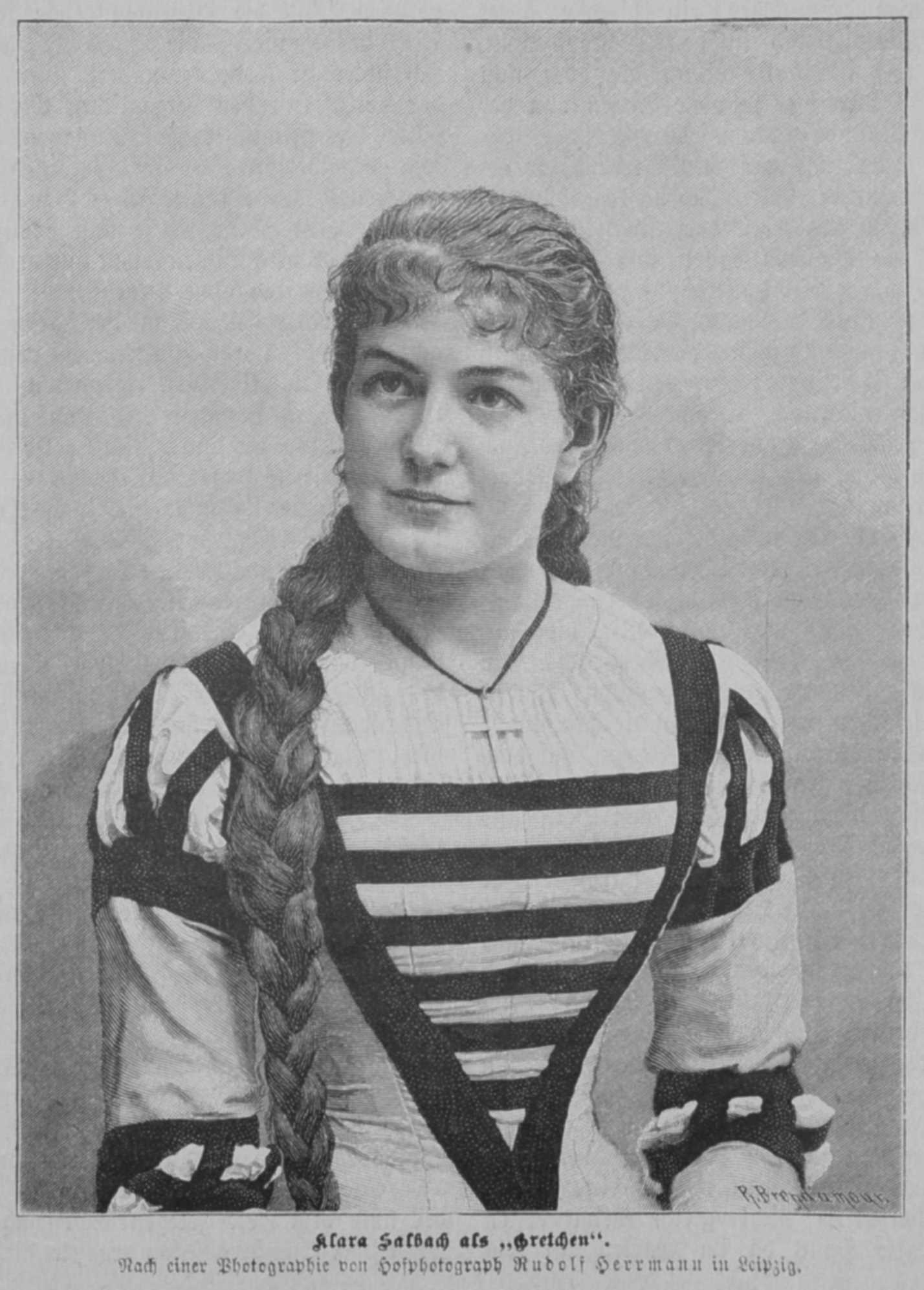
Clara Salbach († 1944)

- 1944: Clara Salbach, deutsche Theater-Schauspielerin
- 1945: Herbert L. Clarke, US-amerikanischer Kornettist und Komponist
- 1945: Klara Griefahn, ungarische Ärztin
- 1946: Carl Gröpler, deutscher Scharfrichter
- 1946: Maryse Hilsz, französische Pilotin und Flugpionierin
- 1947: James Larkin, sozialistischer Aktivist und Führer der irischen Gewerkschaftsunion
- 1948: Nigel De Brulier, britischer Schauspieler

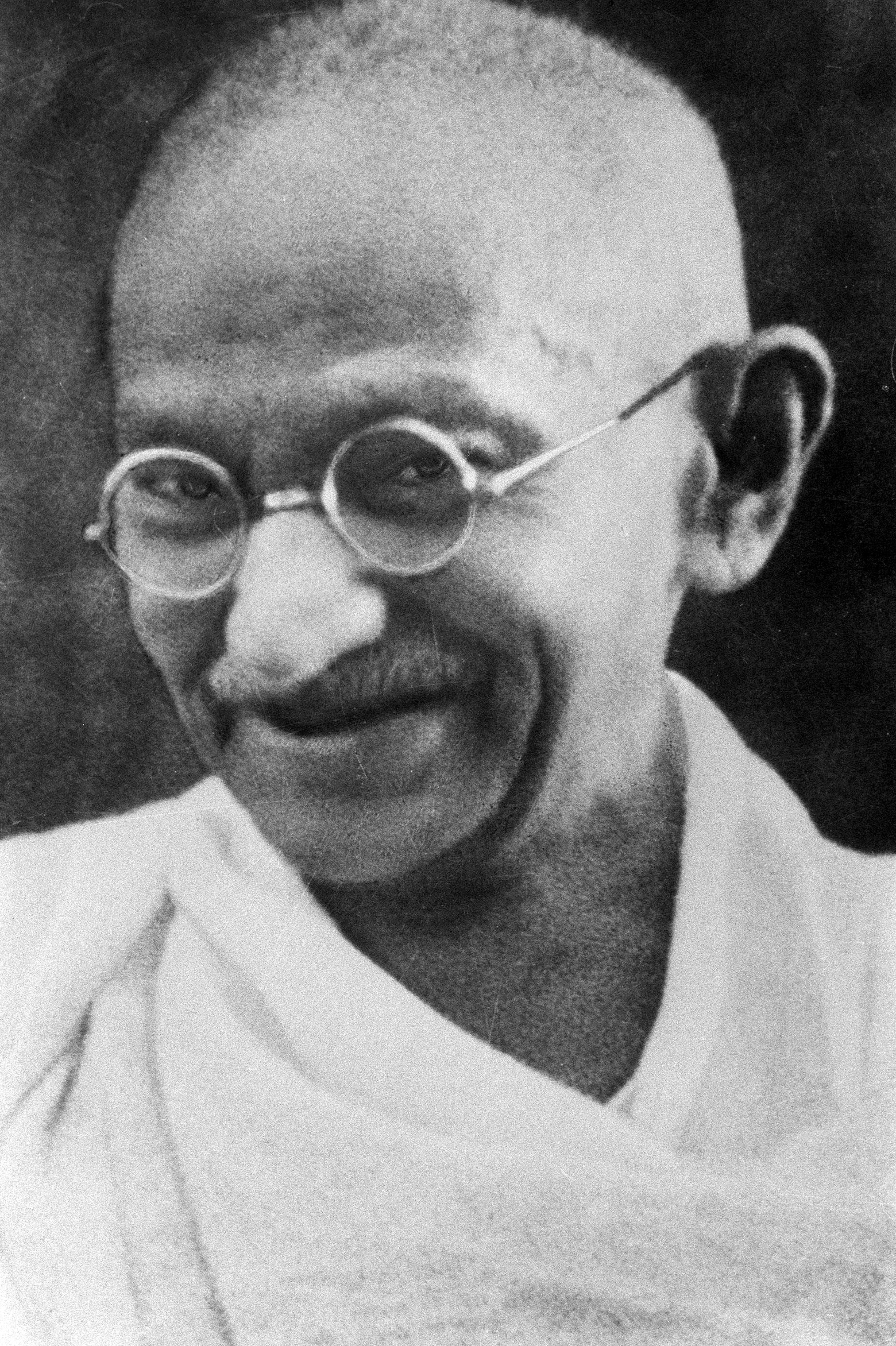
Mahatma Gandhi († 1948)

- 1948: Mahatma Gandhi, indischer Rechtsanwalt, Publizist, Morallehrer, Asket und Pazifist
- 1948: Herb Pennock, US-amerikanischer Baseballspieler
- 1948: Orville Wright, US-amerikanischer Flugpionier und Flugzeugbauer
- 1949: Homer Hoch, US-amerikanischer Jurist und Politiker
- 1949: Robert von Bemberg-Flamersheim, deutscher Verwaltungsjurist
- 1949: Otto Heinrich Engel, deutscher Kunstmaler
- 1949: Max Gundel, deutscher Hygieniker, Bakteriologe und Hochschullehrer
- 1949: Rice W. Means, US-amerikanischer Politiker
- 1949: Gottlob Kralik von Meyrswalden, böhmisch-deutscher Glasfabrikant
- 1949: Adolf Schinnerer, deutscher Maler, Grafiker und Zeichner
- 1950: Franz Friedrich Andreae, deutscher Bankier
- 1950: Jewgeni Ottowitsch Gunst, russischer Komponist

#### 1951–2000
- 1951: Ferdinand Porsche, österreichisch-deutscher Autokonstrukteur
- 1951: Arnold Zimmermann, Schweizer evangelischer Geistlicher und Heimatforscher
- 1953: Ernst August, letzter regierender Herzog von Braunschweig-Lüneburg
- 1956: Hans Beschorner, deutscher Archivar und Historiker
- 1956: Gottfried Gelfort, deutscher Ruderer
- 1958: Ernst Heinkel, deutscher Ingenieur und Luftfahrtpionier
- 1958: Marion Ballantyne White, US-amerikanische Mathematikerin
- 1959ː Therese Behr-Schnabel, deutsche Sängerin

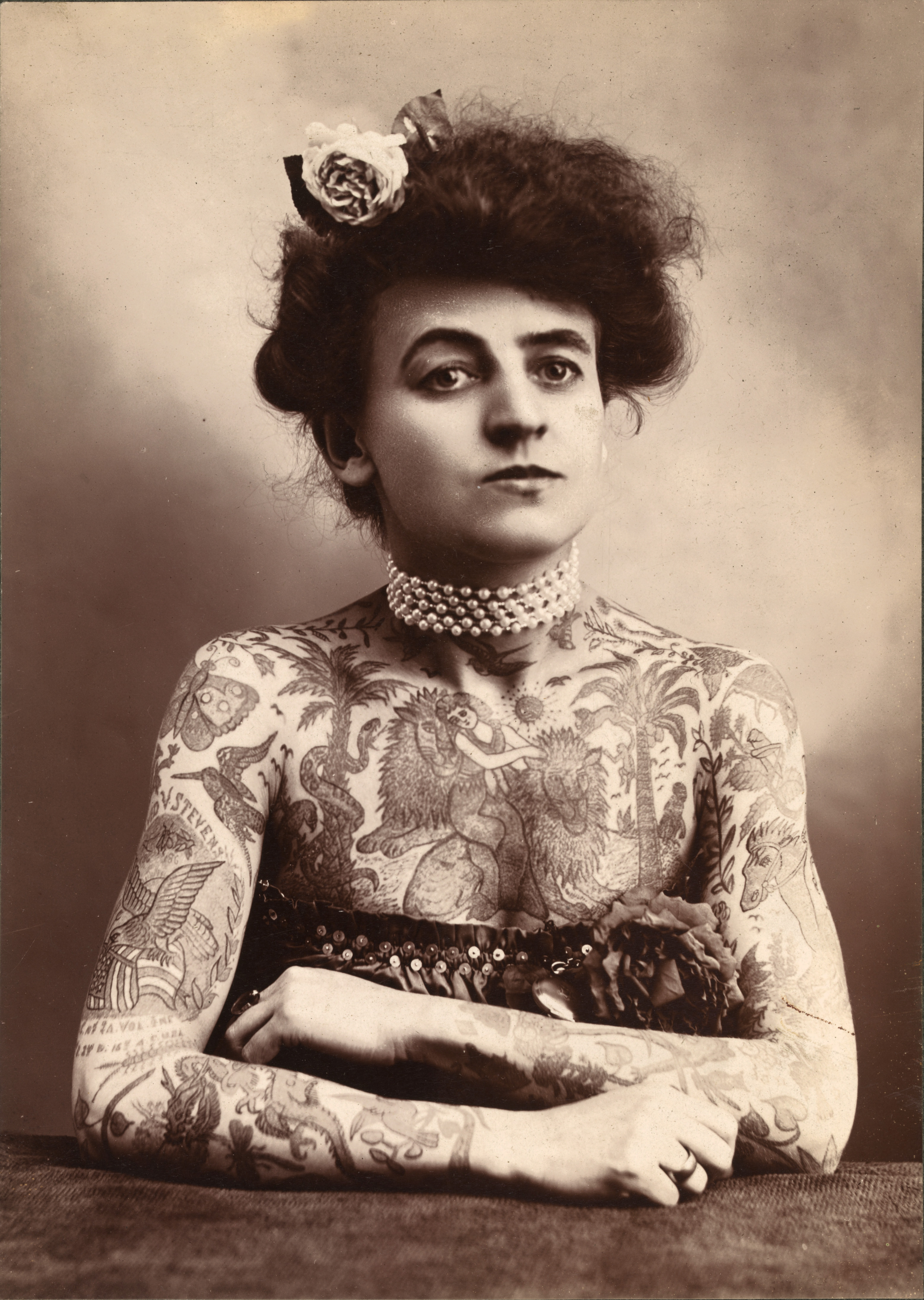
Maud Wagner († 1961)

- 1961: Maud Wagner, US-amerikanische Zirkusartistin und Tätowiererin
- 1963: Francis Poulenc, französischer Pianist und Komponist
- 1963: Arno Vetterling, deutscher Kapellmeister und Komponist
- 1965: Paul Brohmer, deutscher Biologe
- 1965: Frol Romanowitsch Koslow, russischer Politiker
- 1967: Heinrich Bierling, deutscher Skirennläufer
- 1969: Theodor Asholt, deutscher Politiker
- 1969: Li Zongren, chinesischer General und Politiker, Staatspräsident

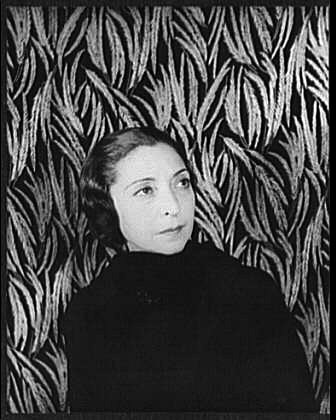
Fritzi Massary († 1969)

- 1969: Fritzi Massary, österreichische Sängerin und Schauspielerin

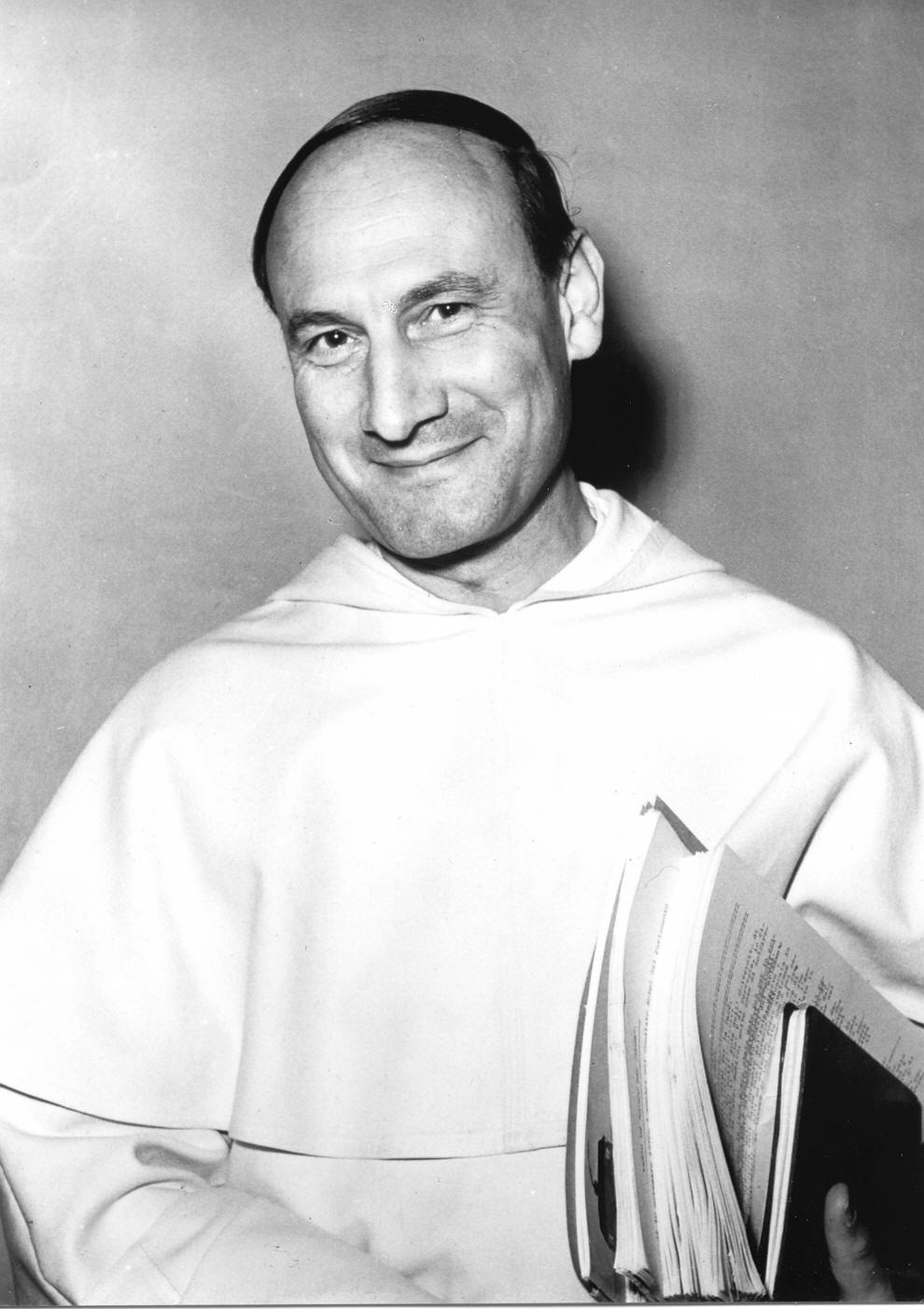
Dominique Pire († 1969)

- 1969: Dominique Pire, belgischer Dominikaner-Mönch, Gründer von Hilfsorganisationen und Friedensnobelpreisträger
- 1969: Alexis Vedeux, französischer Turner
- 1970: Nikolaus Adler, deutscher Theologe
- 1970: Karl Degenkolb, deutscher Wirtschaftswissenschaftler und Hochschullehrer
- 1970: Curt Frenzel, deutscher Pädagoge und Journalist, Verfolgter des Nationalsozialismus, Verleger der Augsburger Zeitung
- 1970: Rose Stoppel, deutsche Professorin für Botanik
- 1971: Albert Marier, kanadischer Sänger
- 1972: Karel Boleslav Jirák, tschechischer Komponist
- 1973: Jack MacGowran, irischer Schauspieler
- 1974: Frida Hockauf, deutsche Weberin im VEB Mechanische Weberei Zittau, Held der Arbeit durch übererfüllten Plan
- 1974: Olav Roots, estnischer Dirigent und Pianist
- 1975: Boris Blacher, deutsch-baltischer Komponist, Librettist und Kompositionslehrer (Abstrakte Oper Nr. 1, Jüdische Chronik)
- 1975: František Čech, tschechischer Komponist und Dirigent
- 1975: Kurt Helbig, deutscher Gewichtheber
- 1976: Hylton Bridgman-Metchim, britischer Autorennfahrer
- 1976: Arnold Gehlen, deutscher Philosoph und Soziologe
- 1978: Paul Brosselin, französischer Automobilrennfahrer
- 1978: Mîndru Katz, israelischer Komponist
- 1980: Professor Longhair, US-amerikanischer Musiker
- 1982: Stanley Holloway, britischer Schauspieler
- 1982: Lightnin’ Hopkins, US-amerikanischer Musiker
- 1984: Walter A. Berendsohn, deutscher Literaturwissenschaftler
- 1984: Luke Kelly, irischer Sänger und Banjo-Spieler
- 1984: Fritz Nüßlein, deutscher Jagd- und Forstwissenschaftler
- 1986ː Rosellina Burri-Bischof, Mitbegründerin der Schweiz. Stiftung für die Fotografie
- 1986: Iwan Dmitrijewitsch Papanin, sowjetischer Polarforscher
- 1986: Gusztáv Sebes, ungarischer Fußballspieler und -trainer
- 1987: Joe Lederer, österreichische Journalistin und Schriftstellerin
- 1989: Ruth Shaw Wylie, US-amerikanische Komponistin und Musikpädagogin
- 1990: Ross Hill US-amerikanischer Schauspieler, Adoptivsohn von Terence Hill

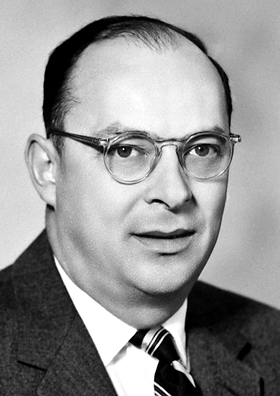
John Bardeen († 1991)

- 1991: John Bardeen, US-amerikanischer Physiker, Nobelpreisträger (Transistoreffekt, Theorie der Supraleitfähigkeit)
- 1991: Kurt Bittel, deutscher Archäologe
- 1992: Albert Francis Birch, US-amerikanischer Geophysiker
- 1992ː Margrit Schlatter, Schweizer Frauenrechtlerin
- 1994: Pierre Boulle, französischer Schriftsteller
- 1995: Antonio Brivio, italienischer Automobilrennfahrer, Bobfahrer und Motorsportfunktionär
- 1995: Fritz Buri, Schweizer Pfarrer und Professor für Theologie
- 1997: Ulrich Kiesow, deutscher Fantasy-Schriftsteller
- 1998: Héctor Campos-Parsi, puerto-ricanischer Komponist
- 1998: Samuel Eilenberg, polnischer Mathematiker
- 1998: Ferdy Mayne, deutscher Schauspieler
- 2000: Tatiana Ahlers-Hestermann, deutsche Textil-, Mosaik- und Glaskünstlerin
- 2000: Jimmy Haggett, US-amerikanischer Country- und Rockabilly-Musiker

### 21. Jahrhundert
- 2002: Kristin Heyne, deutsche Politikerin, MdB
- 2002: Carlo Karges, deutscher Musiker
- 2002: Bernt von Kügelgen, deutscher Journalist
- 2002: Inge Morath, österreichisch-US-amerikanische Fotografin
- 2003ː Gerdy Troost, deutsche Kunsthändlerin, Architektin im Umfeld Adolf Hitlers
- 2004: Malachi Favors, US-amerikanischer Jazz-Bassist
- 2005: Wolfgang Becker, deutscher Filmregisseur
- 2006: Samuel Ashcroft, US-amerikanischer Pionier der Blindenschrift

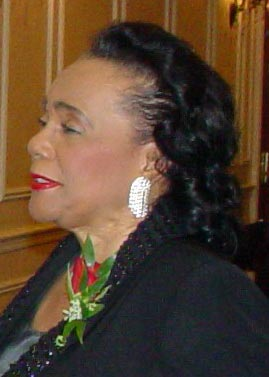
Coretta King († 2006)

- 2006: Coretta Scott King, US-amerikanische Bürgerrechtlerin, Witwe von Martin Luther King
- 2006: Wendy Wasserstein, US-amerikanische Dramatikerin
- 2007: Arben Minga, albanischer Fußballspieler
- 2007: Sidney Sheldon, US-amerikanischer Schriftsteller und Drehbuchautor
- 2008: Marcial Maciel, mexikanischer katholischer Priester und Ordensgründer
- 2009: Hans Beck, deutscher Tischler, Erfinder des Spielzeugs Playmobil
- 2009: Mike Francis, italienischer Sänger und Komponist
- 2009: H. Guy Hunt, US-amerikanischer Politiker
- 2009: Sune Jonsson, schwedischer Dokumentarfilmer, -fotograf und Autor
- 2009ː Krystyna Kobylańska, polnische Musikwissenschaftlerin
- 2009: Erland von Koch, schwedischer Komponist
- 2009: Franz Wegart, österreichischer Politiker
- 2010: Erna Baumbauer, deutsche Schauspielagentin
- 2010: Ruth Cohn, deutsche Psychoanalytikerin, Begründerin der Themenzentrierten Interaktion
- 2011: Ajahn Maha Bua Nanasampanno , thailändischer Mönch, Abt des Klosters Wat Pa Ban Tat

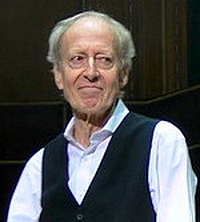
John Barry († 2011)

- 2011: John Barry, britischer Filmkomponist
- 2012: Rolf Appel, deutscher Chemiker
- 2012: Eladio Acosta Arteaga, kolumbianischer Ordensgeistlicher, Erzbischof von Santa Fe de Antioquía
- 2013: Patricia Marie Andrews, US-amerikanische Sängerin
- 2013: Carl Fredrick Becker, US-amerikanischer Geigenbauer und -restaurator
- 2013: Gonzague Olivier, französischer Automobilrennfahrer und Bootsbauer
- 2015: Carl Djerassi, amerikanisch-österreichischer Chemiker und Schriftsteller, Erfinder der Antibabypille
- 2015: John Hopkins, britischer Fotograf und Journalist
- 2015: Schelju Schelew, bulgarischer Politiker und Staatspräsident
- 2015: Gerrit Voorting, niederländischer Radrennfahrer
- 2016: Frank Finlay, britischer Schauspieler
- 2017: Anne-Marie Vurpas, französische Dialektologin
- 2018: Mark Salling, US-amerikanischer Schauspieler
- 2018: Rolf Schafstall, deutscher Fußballspieler und -trainer
- 2018: Azeglio Vicini, italienischer Fußballspieler und -trainer
- 2020: Jakiw Lapynskyj, ukrainischer Komponist
- 2021: Wilhelm Knabe, deutscher Politiker und Forstwissenschaftler
- 2021: Sophie, britische Musikerin, Sängerin und DJ
- 2022: Santiago Manguán, spanischer Marathonläufer
- 2022: Roberto Solórzano, costa-ricanischer Judoka
- 2023: Wiktor Agejew, sowjetischer Wasserballspieler
- 2023: Martha Eibl, ungarisch-österreichische Immunologin
- 2023: Bobby Hull, kanadischer Eishockeyspieler und -trainer
- 2023: Gerald Mortag, deutscher Radsportler und Radsporttrainer, Weltmeister, Olympiamedaillengewinner
- 2023: Félix Sienra, uruguayischer Segler und Sportfunktionär
- 2024: Jean Carnahan, US-amerikanische Politikerin und Senatorin
- 2024: Ellen Gilchrist, US-amerikanische Schriftstellerin
- 2024ː Luise King, deutsche Architektin und Stadtplanerin
- 2024: Jochen Mehner deutscher Flottillenadmiral der Bundesmarine und Unterabteilungsleiter im Bundesnachrichtendienst

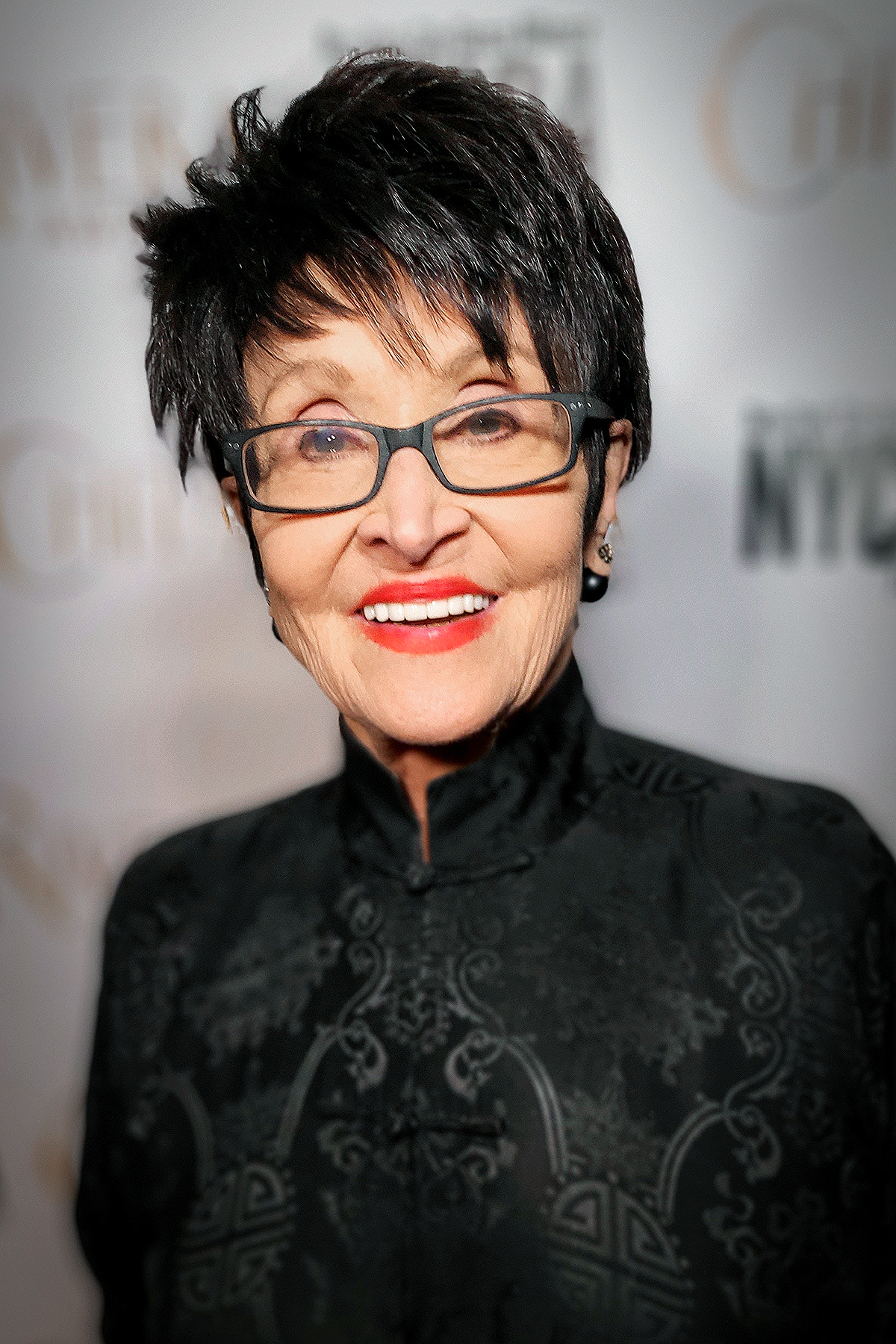
Chita Rivera († 2024)

- 2024: Chita Rivera, US-amerikanische Schauspielerin
- 2025ː Marianne Faithfull, britische Musikerin und Schauspielerin
- 2025: İlhan Usmanbaş, türkischer Komponist

## Feier- und Gedenktage
- Kirchliche Gedenktage
  - Xaver Marnitz, deutsch-baltischer Propst und Märtyrer (evangelisch)
  - Hl. Bathilde, fränkische Königin und Nonne, Klostergründerin und Schutzpatronin (katholisch)
  - Hl. Martina, römische Adelige, Jungfrau und Märtyrerin (katholisch)
- Namenstage
  - Adelgunde, Martina

Weitere Einträge enthält die Liste von Gedenk- und Aktionstagen.